# 蝙蝠俠
蝙蝠俠（英語：Batman）是一位出現於DC漫畫中的虛構超級英雄角色，由鲍勃·凯恩和比尔·芬格創造，首次登場於《侦探漫画》#27（1939年5月）中。蝙蝠俠最初被稱為「蝙蝠人」（Bat-Man，兩個字的中間有連字號），後來還有「黑暗騎士」和「世界上最偉大的偵探」等其他稱號。
蝙蝠俠的真實身份為布魯斯·韋恩，是一位居住在美國高譚市的億萬富翁、花花公子、企業家和慈善家。在十岁時目睹了雙親被歹徒殺害，使他立下了向罪犯復仇的誓言。長大後，布鲁斯開始訓練自己的體能和頭腦，並開發出一件高科技蝙蝠戰衣以打擊犯罪。蝙蝠俠主要在其居住的高譚市行動，並透過其他配角來協助他，例如管家、助手羅賓、警察局長詹姆斯·高登和蝙蝠女孩。蝙蝠俠亦經常對付各種職業罪犯，例如小丑、企鹅人、謎語人、猫女、急冻人、双面人、忍者大師、稻草人、毒藤女、喪鐘、泥面人和班恩。蝙蝠俠和其他超級英雄不同，他並沒有任何超能力，但擅於利用其天才級智商、經過嚴格訓練的超強體能、融合各武術流派的格鬥技、忍術、科學知識、刑偵技能、高科技裝備、百折不撓的毅力、心理威懾戰術及萬貫身家來對付敵人。
蝙蝠俠在走紅後不久，DC漫畫便於1940年開始推出了它的獨立漫畫作品《蝙蝠俠》，在幾十年的連載漫畫中，蝙蝠俠在不同作者的創作下有著各種不同的角色塑造和時代背景。在1960年代末，電視劇《蝙蝠俠》播畢後，蝙蝠俠的人氣停滯了許多年。在多位創作者的努力下，最終在法蘭克·米勒於1986年創作的漫畫《蝙蝠俠：黑暗騎士歸來》和阿蘭·摩爾創作的漫畫《蝙蝠俠：致命玩笑》中回歸他最初的黑暗風格。 1989年，由華納兄弟影片製作的電影《蝙蝠俠》則將蝙蝠俠在流行文化中的地位提升到了一個全新的高度。
成為了美國漫畫的文化代表之一後，蝙蝠俠的故事已經多次被改編成電視和電影，並發行了各種玩具和電子遊戲。蝙蝠俠也成為了很多精神科醫生和學者研究的對象。 2011年5月，在IGN的前100名的漫畫書英雄中排行第二。2015年，時代公司旗下的網站FanSided將他列為「漫畫史上最偉大的50位超級英雄」的第一名。

## 出版歷史

蝙蝠俠首次出現於《偵探漫畫》27期。封面由鲍勃·凯恩繪製

### 角色的诞生
1938年，由於超人的成功而讓國家聯合出版公司的漫畫部編輯開始尋求更多的超級英雄漫畫出版，鲍勃·凯恩因此創造出了蝙蝠俠。

與他合作的比尔·芬格回忆说：
某天，凯恩说他有一个叫“蝙蝠侠”的角色的想法，他想让我看看这些画。我到了凯恩的家，他画了一个看起来很像超人的角色。红色的紧身衣，我想，还有靴子……没有手套，没有护腕…带着一个小小的眼罩，在绳子上摇摆，背后伸出两个巨大的硬质翅膀，如同蝙蝠的翅膀。在它的下面是一个巨大的标志……蝙蝠侠”。
像蝙蝠翅膀一样的斗篷的想法最初是由鲍勃·凯恩先提出的，灵感来自于达·芬奇的飞行器的草图。

芬格建议以头套來取代简单的眼罩，以蝙蝠翅膀形狀的斗篷取代真正的蝙蝠翅膀并带上手套；他还建议把红色的部分从原来的服装中去掉。芬格说他为蝙蝠侠设计了“布鲁斯·韦恩”這個名字：
布鲁斯·韦恩的名字来自于苏格兰爱国者罗柏特·布鲁斯。蝙蝠侠是一名花花公子，来自贵族世家；因此我想找一个有殖民时代气息的名字。我试了亚当、漢考克...最后我想到了安东尼·韦恩（綽號「瘋子安東尼」）。
芬格后来说，他是受到了李·福克（Lee Falk）的畅销漫画《幽灵》的影响。
蝙蝠俠的性格、人物歷史、視覺設計和裝備的灵感都是來自於1930年代的大众文化，包括當時的電影、娛樂雜誌、連環漫畫、新聞頭條甚至是凯恩本身。
蝙蝠侠作为一名有着双重身份的超級英雄，可以在他的身上找到一些传奇英雄和魅影的影子。蝙蝠侠像他们一样私下从事他們的英雄行为，并在公众面前表现得十分冷漠，从而避免怀疑，并且採用标志性的蝙蝠符号，来标记他的行动。
凯恩特別提過《蒙面俠佐罗》與《蝙蝠密语》這兩部電影對他創造與蝙蝠俠相關的圖象符號時的影響；而芬格將蝙蝠俠描繪為一名偵探兼科學家的靈感，則源自於其他文學角色，例如野蠻博士（Doc Savage）、魅影奇俠、和夏洛克·福爾摩斯。
在凯恩於1989年出版的自传中，他详细地描述了芬格对创作蝙蝠侠所作出的贡献：

蝙蝠侠早期的另一位画家兼小丑的创造者之一杰瑞·罗宾逊（Jerry Robinson）曾經说：
蝙蝠侠这个角色的塑造，比尔所作的贡献远大于鲍勃。比尔从一开始就做了大量工作，几乎缔造了蝙蝠侠的所有其他角色，他的整个人格，他的全部性格。
蝙蝠侠的草稿来自凯恩，但真正确立其形象的人是芬格。凯恩退出创作后，为《侦探漫画》继续投稿的人也是芬格，从这个角度来看，芬格才是真正的蝙蝠侠之父，至少他对系列的贡献远胜凯恩。

### 黄金年代

#### 后续创作
后来凯恩協議放棄了蝙蝠俠的擁有權，但獲得了補償金以及在每一本蝙蝠俠漫畫上強制署名的權力，而与他一起创造这个角色的芬格则没能获得这样的待遇。
早年的作家版权意识淡薄，当时负责《侦探漫画》的编辑苏利文根本没见过芬格，他只知道自己花钱，从凯恩手里买来了稿件，稿件是不是凯恩一个人创作，并非他关心的重点，反正芬格也没在稿子上署名。这种捉刀行为，在当时相当常见。此一署名一開始並未聲明“蝙蝠俠由鲍勃·凯恩創造”；而只是單純的在每個故事的首頁寫上他的名字。
凯恩的名字在1960年代中期消失於漫畫上，取而代之的是每個故事的真正編劇與畫家名字。在1970年末，當捷瑞·席格與喬修·斯特在超人漫畫上開始獲得「創作者」的頭銜，再加上莫頓·馬斯頓也獲得創造出神奇女俠的註名後，蝙蝠俠漫畫上才開始標明“由鲍勃·凯恩創造”與其他人的頭銜。
反觀芬格則未獲得相同程度的認可。雖然他自1940年代以來便獲得在DC漫畫的其他作品中創作的頭銜，但一直到1960年代，他才開始獲得在蝙蝠俠漫畫中少數作品的編劇頭銜。例如，在《蝙蝠侠》第169期（1965年2月）的读者来信页上，编辑朱利叶斯·施瓦茨称他为谜语人的作者，谜语人是蝙蝠侠故事反复出现的反派之一。然而，芬格的合同只让他在自己负责的部分留名，没有创作署名。

凯恩写道：
比尔因事业上缺乏重大成就而感到沮丧。他觉得自己并没有充分发挥创作潜力，成功已经从他身边溜走了。
1965年，芬格出席了一届漫画展，他对蝙蝠侠的巨大贡献直到这时才开始被人了解。漫画史学家杰瑞·巴尔斯在一本同人杂志上发表了研究文章，认为“如果真相大白，或许每个蝙蝠侠故事的背后都有芬格的影子”。

面对芬格说出的真相，凯恩却在另一本同人志上声称：
我才是蝙蝠侠唯一的创造者，不仅如此，整个黄金时代的蝙蝠侠都是我画的。
凯恩的这番谎言引来一片哗然，没能赢得支持，反而招来了更多的质疑和嘲笑。但一直到1974年，芬格去世的时候，DC还是没有正式承认芬格是蝙蝠侠的联合创造者。
蝙蝠侠究竟是谁创作的，对于当时的读者或许是一个谜，但黄金时代的蝙蝠侠连载不可能全部出自凯恩的手笔，这显而易见。即使凯恩雇佣的捉刀画师没有署名的权利，读者依然可以明显看出画风的区别。
然而，凯恩毕竟是当时DC漫畫官方承认的唯一蝙蝠侠创作者，芬格至死也没拿到补偿金。不过，凯恩的谎言招来了同时代其他作者的抨击。杰瑞·罗宾逊听到鲍勃·凯恩令人心寒的发言，断然与他决裂。

杰瑞·罗宾逊批评凯恩不愿意分享功劳。他回忆起芬格对凯恩立场的不满，在2005年接受漫画杂志采访时说：
鲍勃让他更加没有安全感，因为当他全力从事蝙蝠侠的创作时，他没有分享到任何鲍勃所得到的荣耀或金钱，这就是为什么...... [他]要离开[凯恩] 。 ... [凯恩]应该把比尔称为共同创造者，因为我知道；我就在那里。 ......这是我永远不会原谅鲍勃的事，不是要照顾比尔或者承认到他是蝙蝠侠创作中的重要角色。就像西格尔和舒斯特一样，作为同一部漫画的共同创造者，他们应该获得一样的认可，无论是作为编剧还是画师。
凯恩本人对芬奇没有获得认可一事发表了自己的评论：
成为“幽灵”作家或艺术家的麻烦在于，你必须保持匿名放弃“功劳”。然而，如果想要“功劳”，那么就必须停止成为“幽灵”或追随者，并成为领导者或创新者。
1989年，在接受采访时凯恩重温了芬特的情况，他回忆道：
在那些日子里，画师能把他的名字署名在[漫画]上面—DC的政策是，如果你写不出来，就去找别的作家，但是他们[代筆作家]的名字永远不会出现在漫画书的最终版本中。比尔从来没有向我要过[署名權]，而我也从来没有自告奋勇提出—我想那时候我很自私。当他去世的时候，我真的很难过
传记作家马克·诺伯曼花了十几年研究走访芬格的生平，2007年，在他的鼓励下，芬格的孙女与DC联系，取得重印漫画的版税。2012年，诺伯曼新书《才子比尔：蝙蝠侠秘密的共同创造者》出版，比尔·芬格的丰功伟绩真正被广大读者所知。
2014年，在芬格诞辰百年之际，世界各地的读者展开纪念活动，DC随后推出新52《侦探漫画》第27期特别刊（包含1939年的经典故事和2014年数名创作者的新内容），首次在封面上将芬格署名为蝙蝠侠初登场故事的编剧。
2015年9月19日，DC与芬格的后人达成协议，在法律上正式承认他的地位。
比尔·芬格在2016年的《蝙蝠侠大战超人:正义黎明》和《哥谭》第二季中获得对蝙蝠侠的创作署名权。
在2015年10月，DC第一次在漫画《蝙蝠侠与罗宾：不朽传奇》第三期和《蝙蝠侠:阿卡姆骑士起源》第三期承认了比尔·芬格作为蝙蝠侠的创造者的荣誉。
现在，蝙蝠侠出场漫画的署名是“由鲍勃·凯恩和比尔·芬格创作的蝙蝠侠”。

#### 初期故事
第一個蝙蝠俠故事《化工集团案》發表於《侦探漫画》第27期（1939年五月）。芬格表示：
蝙蝠侠最初是以通俗小说的风格写成的。
起步期的蝙蝠侠作风与之后区别很大，没有不开枪、不杀人的清规戒律，对待罪犯从不手软。蝙蝠俠漫畫一推出便極為轟動，偵探漫畫的銷售量急速攀升。因此，在1940年，蝙蝠俠開始有專屬於自己的同名漫畫，使當時DC出版社成为銷售量最佳。也是最有影響力的公司；蝙蝠俠與超人及DC旗下其他的超級英雄是奠定該公司成功的基石。
超人與蝙蝠俠兩個角色一起合作於1941年開始出版的《世界最佳漫画》，該系列漫畫第二期开始改名為《世界最佳拍档漫画》。在這段時期的作者。包括了杰瑞·罗宾逊和迪克·斯普朗。
隨著最初幾個蝙蝠俠漫畫的推出，許多新的元素開始逐漸出現，對蝙蝠俠的描繪也慢慢的演變。在第六期漫畫中，蝙蝠侠的下巴逐步加長，並且蝙蝠裝的耳朵也拉長。蝙蝠俠著名的配件腰帶出現於《偵探漫畫》第29期，接著在第31期（1939年九月）中，介紹了蝙蝠迴旋標與，第一部蝙蝠造型的車輛。
芬格最初并没有给蝙蝠侠所处的城市设定名字，《侦探漫画》31期首次将城市确立为纽约，但后来芬格希望换一个虚构的名字，让各地读者都能认同。他构思了公民市、首府市和海滨城，却没有一个令他满意，直到《蝙蝠侠》第4期终于将城市更名为哥谭市。芬格从电话簿上的一家名为“哥谭珠宝”的纽约店铺上想起了这个名字。哥谭取自美国19世纪对纽约的绰号，意为“愚人城”。

在《侦探漫画》33期上，比尔·芬格创作了蝙蝠侠的起源故事：在看完电影回家的路上，布鲁斯的父母托马斯和玛莎被劫匪乔·齐尔所害，使得布鲁斯在长大后投入打击犯罪的活动，飞入房间的蝙蝠给他以灵感，让他拥有一个能够震慑罪犯的恐惧符号。在他们的墓地里，小布鲁斯做出了一个誓言：
我以我父母的灵魂发誓，我将穷尽一生与所有罪犯斗争，以此为他们复仇。
这一期也是以高产量（一生超过4000篇）著称的漫画编剧加德纳·福克斯首次接触蝙蝠侠，他发明了万能腰带、蝙蝠镖和蝙蝠机。
蝙蝠俠早期鐵血硬漢的形象，因助手羅賓的出現而開始軟化。
1940年5月的《侦探漫画》38期，初代罗宾迪克·格雷森首次登场。迪克是著名马戏团家族“飞人格雷森”的末子，因为拒绝向黑帮缴纳保护费，在表演时全家惨遭谋害。布鲁斯将这名孤儿收为养子，并将其训练为助手罗宾，并最终将仇人绳之以法。
羅賓是因為芬格的建議而設計出來的，；蝙蝠侠没有同伴，只能通过内心独白表示自己的想法，总是这样实在太枯燥了。他認為蝙蝠俠需要一個類似福爾摩斯小說中華森的角色讓他可以對談。
雖然凯恩比較喜愛獨行的蝙蝠俠，但是羅賓的出現讓漫畫銷售量，幾乎成長了兩倍，連帶的引領了漫畫人物“少年助手”的風潮。
此时的《侦探漫画》虽然以蝙蝠侠为主打，但并非蝙蝠侠的专刊，还有其他角色的内容，读者希望看到更多蝙蝠侠的连载，编辑部决定效仿超人的作法，为他推出一本专刊。
1940年《蝙蝠侠》专属连载发售，在第一期是一本相当有分量的刊物，这一期引入了两个超级反派：小丑和猫女。这一期中蝙蝠侠干掉了一只由人类变异而来的怪物，导致编辑部下令，除极特殊情况外，禁止蝙蝠侠杀人或用枪，此后的大部分作者都遵守了这一规矩。
随着蝙蝠侠的上镜率越来越高，刊物对稿件的需求也越来越多，鲍勃·凯恩和比尔·芬格两个人已经忙不过来了，凯恩决定再找一名助手，就在这时，杰瑞·罗宾逊走进了他的视野。与凯恩和芬格相同，罗宾逊的家境也不富裕。中学毕业后，他原本想当个新闻记者，绘画只是业余爱好，当他穿着自己绘制的卡通衬衫出现在篮球场上时，吸引了凯恩的注意。最初罗宾逊只是凯恩的助手，负责钢笔勾线和背景，他入行纯粹是为了钱，不过凭借出众的才能，他很快成为了主力画家。
到了1942年，蝙蝠俠漫畫的編劇與畫家已經建構完成大部分的蝙蝠俠設定。
凯恩本人在1943年离开了《侦探漫画》和《蝙蝠侠》这两本刊物的创作，只为日报绘制蝙蝠侠漫画，每天只有四格，工作非常轻松。DC支付给他的高额稿费，足够让他雇佣其他作者为其供稿，就算这些编剧和画家不愿捉刀，亲自给DC供稿，他也可以从任何一本蝙蝠侠刊物中获得补偿金，不但衣食无忧，还能享尽荣华富贵。
凯恩离开一年后，罗宾逊也脱离了DC ，此后的蝙蝠侠创作基本落在了芬格的肩上。
在40年代，芬格作为编剧创造了企鹅、双面人、谜语人、稻草人、疯帽子等一大票经典反派。阿尔弗雷德也是芬格的创意，他最初的造型与今天大相径庭，是个不留胡子的胖子，后来受到1943版蝙蝠侠电影的影响，变成今天读者熟知的那个偏瘦留胡子的模样。
女记者维奇·维尔则是芬格模仿超人的女友路易斯·莱恩创作的角色，她是布鲁斯的情人之一，同时也与蝙蝠侠在犯罪现场有所接触，因此很多故事都描写她曾怀疑布鲁斯，就是蝙蝠侠本人。
1941年末，日本偷袭了珍珠港，美国正式加入二战，漫画在当时的军队中起到了重要作用，是军人消遣时间、放松身心的重要娱乐方式，美军的邮递系统中有四分之一的货物都是各类漫画。
在二战期间，在漫画中，超级英雄的主要敌人就是漫画读者所在国家在现实战争中的敌人，超级英雄利用他们的能力完成各种任务，在漫画中，蝙蝠侠和罗宾响应国家号召，来到欧洲为盟军运送装备。这样的故事形式受到欢迎。但是，战争结束后，现实中的敌人没有了，超级英雄也面临“无对手可供应战”的状态。
蝙蝠侠和罗宾在40年代的超人广播剧中频繁客串，获得不错的反响。在第二次世界大战后的几年里，DC漫画“关注于战后的社论导向，越来越不重视对社会的评论，而是倾向于轻松少年幻想的故事”。
这种编辑导向的影响在战后时期的蝙蝠侠漫画中显而易见； 20世纪40年代早期的“暗淡而凶恶的世界”被移除，蝙蝠侠被描绘成一位令人尊敬的公民和温和的父辈的形象，居住在一个“光明而又多彩”的环境。

### 白银和青铜时代

#### 1950年代和60年代初
第二次世界大戰后，除了超人、蝙蝠侠、神奇女侠和少数依附于三巨头的周边角色之外，DC漫畫的所有超级英雄连载都遭到了停刊。
虽然蝙蝠侠的漫画並没有停刊，不过也仅仅是勉强维持。编剧引入了魔法、时间旅行和外星人等超现实元素，剧情亦越来越离奇，脱离了原本的特色，蝙蝠洞中的机械恐龙、巨型扑克牌和硬币，就是这一时期的产物，出于怀旧情节而被一直保留到今天。
在《超人》#76（1952年6月出版）名為“世上最強組合”的故事中，蝙蝠俠首次與超人搭檔合作，兩人並互相發現對方的真實身分。
鑑於此故事的受歡迎程度，《世界最佳拍档漫画》因此进行改版，開始連載兩位英雄人物合作的故事，取代原本該系列漫畫中蝙蝠俠與超人分別當主角的故事形式。这个组合是“取得的销售成功在当时是极为罕见的”；兩人合作的連載故事一直持續至1986年，該系列漫畫休刊為止。
超蝙合作依然无法让超级英雄在1950年代走出低谷，1940年代晚期至1950年代早期，晦暗的犯罪与恐怖漫画的兴起。当时的漫画並没有分级制度，放在报刊亭任意销售。之前的漫画大都内容健康，这样的模式并无问题。但随着重口味的漫画越来越流行，缺乏分级制度成为了公众指责漫画的焦点。
心理学家弗雷德里克·魏特汉写了一本名为《引诱无辜》的书，书中认为漫画会导致文盲，增加犯罪率，引导青少年犯罪心理。魏特汉打着反对犯罪漫画的旗号，然而他对犯罪漫画的定义却过于宽泛 - 带有任何暴力形式的漫画都是犯罪漫画。在他的眼中，讲述战争和冲突的历史漫画，甚至米老鼠和兔八哥这种搞笑作品也属于犯罪漫画的范畴，因为它们都包含广义的暴力成分。
DC漫畫的角色一向以保守著称，可是魏特汉同样没放过DC，他宣称超人是一名反美國的法西斯，因为他胸口画着S，一个S代表超人，两个S则代表纳粹党卫军（SS）。他还宣称蝙蝠侠是同性恋，因为漫画中的漂亮女性大都是猫女这样的反派，并将蝙蝠侠与罗宾的养父子关系曲解为同性恋关系。
虽然魏特汉的理论的论据几乎没有真实数据作为支撑，但在麦卡锡主义盛行的1950年代，这些论调却得到了美国投机政客的支持。部分评论者认为初代蝙蝠女侠凯西·凯恩与她的侄女初代蝙蝠女孩贝蒂·凯恩的加入，一定程度上是对魏特汉同性恋指责的回应。

直到几十年后，魏特汉的同性恋指控依然在网络上流传。2005年，《蝙蝠侠：第一年》的画家大卫·马祖凯利对此做出了详细的反驳：
“当时的超级英雄漫画主要是为了孩子，尤其是男孩而创作。在我看来，布鲁斯美好的童年被打碎了，从那时起，他就试图把破碎的童年拼回去。他最好的朋友是个少年，这非常合理，毕竟蝙蝠侠骨子里是一位老顽童。如果蝙蝠洞的门口标着‘女生免进’，那是因为女生令男孩不舒服，所以成熟的猫女才代表危险，这是一种青春期之前的思维。魏特汉犯了一个基本的错误，他用成人的眼光审视漫画，而且没有任何幽默感”。
魏特汉试图禁掉一切漫画，但这种偏激的思维并不现实。为了保护漫画产业免受政府的控制， 美国漫画杂志协会（CMAA， Comics Magazine Association of America）决定效仿好莱坞的海斯法典，成立漫画审查机构漫画审查局（CCA，Comic Code Authority）来进行行业自律。虽然名义上CCA是自律机构，对于美国漫画业来说，这是一种事实上的审查。
CCA虽然不能直接对出版商进行管制，但是其对发行商的影响力是极其巨大的。没有通过CCA审查的漫画即便被运到书店报摊上，也根本没有可能对外销售。为了绕开CCA条例，部分漫画放弃报刊亭渠道，变为杂志在书店销售，然而书店留给漫画的渠道并不大，这种做法只适合小众作品，超级英雄一类主流刊物仍然依赖于报刊亭。受制于CCA条例，这种情况直到七十年代漫画专卖店普及后，才逐渐发生变化。在CCA条例出台后，战后年代“阳光蝙蝠侠”的趋势加剧。
反漫画浪潮和CCA事件标志着美国漫画黄金时代的终结，DC仍在连载的超级英雄刊物仅剩超人、蝙蝠侠和神奇女侠，就算是这三巨头的销量也在生死线上挣扎。由于CCA条例的限制，现实题材受到了极大限制，编剧被迫往幻想风格靠拢。此时，负责统筹DC的主力编辑为朱利叶斯·施瓦兹和莫特·威辛格，二人是美国最早的一批科幻迷，他们编撰的《时间旅行者》是美国最早的科幻同人杂志之一。世界处于科技迅猛发展的时代，给科幻提供了更多的想象空间，这一时期被称为白银时代。
在20世纪50年代后期，蝙蝠侠的故事逐渐变得更加科幻向，试图模仿其他曾涉足这一题材的DC漫画人物的成功。作为超人系编辑，莫特·威辛格对超人家族进行了改造，让作者加入超女、超狗等新成员，蝙蝠系编辑杰克·希夫也让作者加入蝙蝠女侠、蝙蝠女孩和捣蛋鬼般的小精灵蝙蝠仔。初代蝙蝠女侠凯西·凯恩是初代蝙蝠女孩贝蒂·凯恩的姑妈，蝙蝠女侠虽然穿着黑衣，装备却与蝙蝠侠大相径庭，她将武器伪装成口红、化妆盒、手镯、发卡等女性用品。
1960年蝙蝠俠於《英勇与无畏》第28期中成為美國正義聯盟的成員，並在同年的正義聯盟漫畫中出現。白银时代的DC已经发现英雄组队出击的价值，不再满足于单打独斗。《英勇与无畏》是一本诞生于黄金时代末期的刊物，以组队战为卖点。加德纳·福克斯在1960年的《英勇与无畏》28期创造了美国正义联盟（Justice League of America，简称JLA）这一组织，不同于黄金时代集中开会分头作战的正义协会，正义联盟是一只真正的战队。朱利叶斯·施瓦兹觉得正义协会听起来就像个封闭的小圈子，所以用体育比赛常见的“联盟”取而代之。1965年，DC将《英勇无畏》变为蝙蝠侠的互动专刊，每一期蝙蝠侠都会和不同的英雄合作，这个设定一直维持到1983年《英勇与无畏》第一次停刊。

#### 蝙蝠侠阵营“新面貌”
到了1964年，蝙蝠俠漫畫的銷售量劇烈下滑。鲍勃·凯恩指出DC漫畫公司原本計畫將蝙蝠俠漫畫全面休刊，然而人朱利叶·斯施瓦茨被指派為蝙蝠俠漫畫的編輯，並全面重整。
由《偵探漫畫》第327期（1964年五月）開始，漫畫封面標示了“新面貌”，斯施瓦茨將蝙蝠俠變得符合當代潮流，並將故事回歸於原本的偵探故事走向，包括重新設計蝙蝠俠的裝備，蝙蝠車，以及蝙蝠裝，斯施瓦茨採用二代闪电侠巴里·艾伦的创造者畫家卡迈恩·因凡蒂诺進行此次重整更新的工程。
卡迈恩·因凡蒂诺为蝙蝠侠设计了新形象，摆脱了过去方头方脑的卡通造型，更接近现实，并在蝙蝠衣的胸口加上经典的黄底黑印蝙蝠标。太空外星人，时间旅行和20世纪50年代的人物，如蝙蝠女侠、蝙蝠猎犬、蝙蝠仔等的角色不再出現；甚至連蝙蝠俠過去的管家阿福都被去除而由哈莉姑媽來取代。

1966年開播的蝙蝠俠電視影集對蝙蝠俠這個人物本身有著極為深遠的影響。該電視影集成功連帶提升了漫畫出版業的銷售量，蝙蝠俠漫畫的發行量在當時逼近900,000份。影集中像蝙蝠女孩的角色與影集中誇張滑稽的坎普風風格被帶入了漫畫之中；影集也帶回了管家阿福。雖然影集與漫畫均成功了一段時間，但滑稽誇張的風格難以經得起考驗，該影集在1968年仍難逃被取消的命運。蝙蝠俠漫畫也連帶的再次失去人氣。正如朱利叶·斯施瓦茨指出的那样：
当电视节目成功时，我被要求模仿电视节目，当然，等节目停播时，漫画也会失去人气。
1969年，編劇丹尼斯·歐尼爾與畫家尼爾·亞當斯將蝙蝠俠與1960年代電視劇中誇張滑稽風格的詮釋作明顯的切割，讓蝙蝠俠回歸起點。接手蝙蝠侠后，亚当斯进行了一系列改造。之前的漫画中，超人与蝙蝠侠的造型除了服装之外并没有太大区别，亚当斯重新定义了蝙蝠侠的行动模式，他不会像超人那样在灯光下昂首挺胸，而是用披风将自己隐藏在黑暗中。
过去的蝙蝠侠带上头盔就面无表情，亚当斯在这方面下了大功夫，即使透过面具，读者也能看到主角生动细腻的神态。奥尼尔说他的想法是“简单地把它带回起点。我去DC的图书馆读了一些早期的故事。我试着了解凯恩和芬格在追求什么。”
斯施瓦茨希望蝙蝠侠在新的时代出现新的标志性反派。亚当斯认为，蝙蝠侠作为福尔摩斯，需要一个反派充当莫里亚蒂，奥尼尔则把蝙蝠侠塑造成007式的英雄，让他在世界各地展开冒险。为此，二人创造了蝙蝠侠版“犯罪拿破仑”，一名实力深厚的反派——拉斯奥古（Ra's al Ghul，即阿拉伯语中的“恶魔之首”）。

尼尔和亚当斯在《侦探漫画》第395期（1970年1月）“等待坟墓的秘密”故事中进行了首次合作。很少有故事是真正由奥尼尔，亚当斯，施瓦茨和迪克·佐尔达诺合作完成的，实际上这些人在20世纪70年代与大量其他不同创作者合作；但他们的工作的影响力是“巨大的”。佐尔达诺说：
我们带回了一个更阴暗、更黑暗的蝙蝠侠，我想这就是为什么这些漫画受欢迎的原因…
编剧史蒂夫·恩格尔哈特和画师马歇尔·罗杰斯在《侦探漫画》第469到476期（1977年8月 - 1978年4月）发行的8期漫画中也是类似的成功之作。恩格尔哈特概述了他是如何理解这个角色的“我真的很想将蝙蝠侠带回最初，午夜之时在满月之夜云层投下的巨大阴影里与罪犯们搏斗。”恩格尔哈特和罗杰斯的作品影响了1989年的电影《蝙蝠侠》，并被1992年的《蝙蝠侠:动画系列》改编。
蝙蝠侠的世界观在青铜时代继续得到完善。1974年，奥尼尔创造了阿卡姆医院，后来更名为阿卡姆疯人院，名字源于克苏鲁神话的疯人镇阿卡姆，这个蝙蝠侠众多宿敌的牢笼也和克苏鲁神话一样充满了邪恶与疯狂。这一时代的连载还为蝙蝠侠带来了更多的盟友：莱斯利·汤普金斯是布鲁斯的父亲托马斯在医学院的密友，她为父母双亡的布鲁斯充当了母亲的形象，她并不赞同蝙蝠侠的手段。哈维·布洛克则是一副标准的美式警探形象，大腹便便，喜欢咖啡和甜甜圈，最初他是一名反面角色，经常拆戈登局长的台，随后他的形象逐渐成为一名行事粗鲁但本性向善的复杂角色，后来的黑暗时代更将他变为戈登自始至终最忠诚的手下。卢修斯·福克斯是一位精通科技和商业的黑人，作为韦恩集团的CEO，他从布鲁斯手中接管了运营公司的业务，并为他提供装备。
CCA条例在70年代进行了一次修订，放宽了对吸血鬼、狼人等经典恐怖题材的限制。编剧马夫·沃夫曼和画家吉恩·柯兰为漫威创作了《德古拉之墓》和《刀锋战士》，二人在80年代初转投DC。柯兰成为蝙蝠侠的主力画家，他把绘制德库拉的手法用在蝙蝠侠身上，大量使用阴影而非线条勾勒人物，甚至创作了一个吸血鬼蝙蝠侠故事，在他的笔下，蝙蝠侠连载融入了更多恐怖气氛。
1983年，迪克·格雷森在当时的连载中与布鲁斯的关系正处在矛盾尖锐的关头。在80年代开始，由于新少年泰坦的成功，于是DC决定让迪克·格雷森脱离蝙蝠侠的影子。DC漫画在初期对把格雷森转为夜翼和把杰森·托德改为新罗宾十分犹豫，为了使这个大改动最小化，杰森的背景故事与迪克大致相同：马戏团出身、父母双亡，连性格都向迪克看齐。
儘管歐尼爾與亞當斯的作品受到漫畫迷的歡迎，如此的好評卻無法挽救持續下跌的銷售量。蝙蝠俠漫畫销量由1970年到1980年不停的下滑，到1985年跌至史上最低點。虽然这一时代蝙蝠侠的漫画销量一路走低，但每次发出读者调查，他依然是DC最具人气的角色。

### 摩登时代

#### 黑暗骑士归来
弗兰克·米勒1986年的短篇連載漫畫《蝙蝠侠：黑暗骑士归来》（1986年2月至6月）让这个角色从基调上回归了他的黑暗起源。
故事講述在可能發生的未來裡，已年入50的蝙蝠俠復出再披戰袍的故事。这个故事重新激发了人们对这个角色的兴趣。
《黑暗騎士歸來》是一次商業上的成功並從此成為漫畫歷史上最重要的作品之一。此系列故事带来了蝙蝠俠人氣的重大回升。
《黑暗骑士归来》并非正史，只是一个可能发生的未来，但它的影响力超越了任何正史作品。之前的作者大都将布鲁斯塑造成乐善好施的慈善家，将蝙蝠侠描绘成冷酷偏执的复仇者，米勒把两个人格真正统一，他将蝙蝠侠的黑暗发挥到极致，也将蝙蝠侠的伟大演绎到极致，后者则是无数的跟风作者都没能做到的关键。
米勒笔下的蝙蝠侠充满了瓦格纳式的壮志豪情，如同一道照亮黑夜的闪电，引起了读者的强烈共鸣。黑暗时代的伟大之处并非作品的黑暗程度，而是那无边的黑暗中巍然不动、照亮周围的一丝光明。正因如此，这让米勒很不高兴，他抱怨“人们用‘黑暗’来描述任何不是绝对乐观的东西”。
《黑暗骑士归来》上市后被一抢而空，合订本每年都会印刷一批新货，对于任何一位想要了解美国漫画的读者而言，这都是一本必看的经典。此前，大多数人多年来对蝙蝠侠的印象还停留在60年代的搞笑电视剧上，《黑暗骑士归来》的面世让他们重新认识了这一角色。《纽约时报》《迈阿密邮报》《滚石》等主流媒体都对本作进行了详细的文学分析，并给予极高评价，它真正改变了“超级英雄是少儿读物”这一偏见，并形成一股庞大的社会现象。
《黑暗骑士归来》的很多设定影响了蝙蝠侠的正史，杰森·托德在三年后死于小丑之手，女罗宾嘉蕾·凯利也最终被引入正史。在本作出版之前，超人与蝙蝠侠是无话不谈的好友，正因如此，读者才会被二人的决战所震惊。严格意义上讲，本作中的超蝙依然是朋友，二人都没打算致对方于死地，他们的战斗是一场展示给外人看的理念之战。
同年，DC推出《钢铁之躯》，成为黑暗时代超人的起源。其中第三期讲述超蝙二人在重启后正史的首次相遇：超人听说哥谭的蝙蝠侠作风诡异，前去调查，蝙蝠侠早有准备，宣称自己装备了特殊力场，一旦超人过于靠近，炸弹就会自动引爆，伤及无辜人士。最终超人发现，这个“无辜人士”就是蝙蝠侠自己，超人被这一作风震撼，虽然他不认同蝙蝠侠的手段，但也不再反对蝙蝠侠在哥谭的巡逻。在此后的连载中，二人依然保持着友谊，然而那种亲密无间的知心好友一般的关系已经一去不复返，虽然蝙蝠侠和超人依然并肩作战，但在很多关键性问题上，二者拥有不同的立场。蝙蝠侠总是抱着最坏的打算，甚至随身佩带氪石用于遏制超人，超人与蝙蝠侠的观点不尽相同，然而他对蝙蝠侠抱着宽容的态度。超人是一个单纯的角色，这种单纯很容易被利用，所以他才会对蝙蝠侠给予信任。
同年中丹尼斯·歐尼爾接任蝙蝠俠漫畫的編輯一職，他負責設計了在《無限地球危機》後蝙蝠俠的基本描繪藍本。歐尼爾以自己是受僱重整蝙蝠俠這個角色為前提來擔任編輯一職的，因此試圖為蝙蝠俠各漫畫注入前所未見的新風格。此一新方向的成果之一是在蝙蝠俠404到407期連載的“第一年”故事線，在此故事中法蘭克·米勒與畫家大衛·馬索伽利合作為蝙蝠俠這個人物的起源作重新的設定。《黑暗骑士归来》获得了空前成功，但这毕竟不是正史，DC希望连载一部重新讲述正史蝙蝠侠起源的漫画。这一次，米勒只负责剧本，他将作画的职责交给了老搭档大卫·马祖凯利。《蝙蝠侠：第一年》将故事拉回到布鲁斯刚刚出道的时期，同时给了戈登局长和猫女一个新的起源与形象。这是一个很坚实的故事，每一页所包含的信息量相当大，但是读起来并没有吃力的感觉。画风上并无花巧，同故事的现实主题倒是满相配的。相较超级英雄漫画，本作更接近于《教父》等黑帮文学，蝙蝠侠此时的敌人不是阿卡姆疯人院的那些疯子，而是科曼·法康尼等意大利黑手党，作品的风格极为现实。
丹尼·奥尼尔为秘密起源系列创作的《坠落之人》概括了布鲁斯成长的故事并探讨了蝙蝠侠的自毁倾向，他补充了第一年之前的故事：布鲁斯从14岁离开哥谭进行修炼，20岁时加入FBI，但发现在体制只能让他堕落至尸位素餐和循规蹈矩。他周游世界拜师学技，逐渐克服心理创伤，故事以《第一年》中他返回哥谭并决定化身为蝙蝠的片段告终。《坠落之人》被认为是电影《蝙蝠侠：侠影之谜》前半段剧本的重要参考之一。

#### 不列颠入侵
由于当时英国漫画市场大环境不好，创作者的待遇很差，当1981年DC来英国挖人的时候，布莱恩·勃兰德、阿兰·摩尔、尼尔·盖曼、格兰特·莫里森纷纷前往美国，由此开始了美国漫画的“不列颠入侵”。
米勒的《黑暗骑士归来》与之后阿兰·摩尔的《守望者》被视为摩登时代的开端。摩尔声名鹊起，DC委托他创作蝙蝠侠故事，于是便有了1988年的《蝙蝠侠：致命玩笑》。比尔·芬格在黄金时代就撰写过小丑的起源：小丑曾是一名工人，带着红头罩在工厂盗窃时遭遇蝙蝠侠，为了脱身跳入化学废料池，从此毁容并发疯，开始向蝙蝠侠展开报复。
阿兰·摩尔保留这个大纲不变，增加了更多细节。在此故事中，小丑為了逼瘋高登局長，將他的女兒芭芭拉·高登雙腳弄殘，綁架了高登本人，並折磨他的精神與肉體。這些故事與其他同類型的作品主題晦暗且風格成熟，幫助提升漫畫書的形象讓漫畫不再僅是兒童的娛樂。
严格意义上讲，《致命玩笑》并非小丑的绝对起源，因为故事缺乏证据，唯一的证明是小丑的言辞，但小丑也表示自己的思维混乱不可信。原则上，为了保持神秘感，DC不想为小丑设定一个绝对的官方起源，但《致命玩笑》深入人心，从此成为了大部分读者公认的起源故事。
《阿卡姆疯人院：严肃之地上的严肃之屋》是戴夫·麦克基恩绘制、格兰特·莫里森编剧的作品：以小丑为首的罪犯占领了疯人院，为蝙蝠侠设下重重考验。随着剧情的深入，疯人院的历史也逐渐被揭开，这座魔窟似乎有吞噬理智的能力，连它的创建者兼第一任院长阿玛德斯·阿卡姆都因发狂死在了里面。
黑暗时代的蝙蝠侠漫画一向以疯狂著称，《阿卡姆疯人院》则堪称最疯狂的一部作品，抽象扭曲的画面和对白相当诡异，带给读者极大的冲击力。Rocksteady工作室的同名游戏，便是以这本漫画为基础拓展而成的作品。

#### 罗宾之死
1985年的无限地球危机重启为二代罗宾杰森·托德的新面貌提供了机会，在《蝙蝠侠》第408期，加入了一个“新冒险”的头标并以此开始重写杰森的起源。重启前的他是迪克·格雷森的翻版，重启后的杰森变为失去父母沦为小偷的不良少年，因偷走蝙蝠车的轮胎与布鲁斯相识，成了新的养子和罗宾，但他的性格倔强叛逆，不像迪克那样容易相处，但读者对于杰森的新设定依然不买账。
1988年，当时的蝙蝠系主编丹尼斯·奥尼尔决定推出电话投票，让读者决定杰森的生死。最终的投票结果是5271比5343，以72票的微弱差距决定了杰森的死。据奥尼尔所说，后来DC发现有320票是同一个号码在8个小时内打过来的，他们听说加州有一位律师用电脑程序拨号刷了大量的票，改变了结果。
之前小丑在《致命玩笑》中让芭芭拉瘫痪，引起一片哗然，到了《家中亡故》更是让小丑直接干掉了杰森，议论声此起彼伏。就连弗兰克·米勒都站出来表示反对，虽然他在《黑暗骑士归来》中率先写死了杰森，但毕竟那只是回忆，而非《家中亡故》这种残酷直接的场面。杰森之死的影响超越了DC的预计，证明人们对漫画角色生死的关注不亚于对现实人物的关注。
杰森的死成为蝙蝠侠心中永远的痛，并使蝙蝠侠再次陷入孤僻与偏执，随后《孤独死亡之所》引出第三代罗宾蒂姆·德雷克。蒂姆出众的推理和策划能力使他在没有布鲁斯情况下也能独立完成任务，他使罗宾不再单纯的是蝙蝠侠的跟班。蒂姆在连载中担任罗宾长达20年，马夫·沃夫曼创造的这名角色完全摆脱了迪克和杰森的影子，走出一条属于自己的新路线，获得读者肯定。
1989年上映的“蝙蝠俠”電影讓蝙蝠俠更受矚目；除了該片電影數百萬美元的獲利與周邊商品的營收外，近五十年來第一部全新以蝙蝠俠為主角的漫畫系列《黑暗騎士傳奇》創刊號亦賣出近一百萬冊。

#### 异世界
1989年，《煤气灯下的哥谭城》出版，这部由布瑞恩·奥古斯丁编剧，迈克·米格诺拉绘制的漫画讲述维多利亚时代的蝙蝠侠追捕，来到哥谭城的开膛手杰克。它的成功使DC决定推广异世界系列，并被认定为异世界系列的开山之作。
第一部在封面上使用异世界星形标志的漫画是《蝙蝠侠：神圣恐怖》，这部作品中奥利弗·克伦威尔比真实历史多活了十年，引发的蝴蝶效应就是美国变成了一个政教合一的腐败国家。此后DC出版了大量的异世界系列漫画，在异世界中英雄人物通常的设定被颠覆，他们出现在奇异的时间和地点 - 其中有的可能真的存在，有的则不能、不会、不该成真。
这样的故事使得那些无比熟悉的人物变得充满新鲜感。这些故事可大致分为三类：逆转类，突破传统寻找乐趣，如布鲁斯成为绿灯侠的《至暗之夜》、以吸血鬼为主题的《血雨》三部曲、将布鲁斯变为阿卡姆院长的《阿卡姆蝙蝠侠》、猫女父母双亡打击犯罪，蝙蝠侠沦为疯癫反派的《猫女：哥谭守护者》、蝙蝠侠演员因头部受伤导致思维混乱，坚信自己是超级英雄的《好莱坞骑士》、地狱魔王崛起，城市百鬼夜行的《闹鬼哥谭》、以韦恩家族和不死之人汪达尔·萨维奇的千年纠葛为主题，从13世纪一路战斗到25世纪的《黑暗骑士王朝》；跨界类，跨公司合作，如《蝙蝠侠与美国队长》《蝙蝠侠与超胆侠》和《蝙蝠侠与泰山》；改编类，剧情改编自名著，如《黑暗圆桌骑士》《诺斯菲拉图》《魅影之惑》《公民韦恩》和《疤面煞蝙》。
异界漫画让蝙蝠侠这一角色突破正传束缚，展现出近乎无穷的可能性和张力。

#### 骑士陨落
毁灭日干掉超人后不久，1993年1月，DC出版了《贝恩的复仇》，让蝙蝠侠的强敌隆重登场，作为序章引出后来的正篇《骑士陨落》。
贝恩將蝙蝠俠重傷成癱瘓，贝恩更像是一个在监狱中成长的蝙蝠侠，虽然出场时看上去像是一个力量型反派，但他更多的时候是在用脑子战斗。而名為死亡天使的尚·保羅·范雷在布魯斯·韋恩復健期間受託穿上蝙蝠裝代替成為新的蝙蝠俠，但他嗜血暴力，行动时对无辜群众的安全漠不关心。
通过这个故事，丹尼·奥尼尔和查克·迪克森告诉读者，力量并非一切，不是每个武术高手都可以成为蝙蝠侠，强大的精神才是布鲁斯的傲人之处，缺乏克制力的人无法胜任蝙蝠侠的工作，只会变成为所欲为的暴徒。
作为同类题材，《骑士陨落》比《超人之死》的故事更经得起推敲。布鲁斯通过他人的超能力治好了腰伤，但他依然要通过一番严峻的修炼，才能将自己恢复到最佳状态，布鲁斯、贝恩、瓦雷三人间螳螂捕蝉式的轮番对决也成了经典。
《骑士陨落》的销量虽然不如《超人之死》，但它为蝙蝠系漫画带来更长远的人气。作为跨刊物联动事件，《骑士陨落》提升了周边角色的人气，罗宾（蒂姆）、夜翼、猫女和死亡天使从此有了长期独立连载，蝙蝠系刊物真正形成了一个家族，枝繁叶茂。
作为90年代的高产编剧，查克·迪克森长期执笔《侦探漫画》《罗宾》和《夜翼》，同时将芭芭拉·戈登进一步推上前台。
迪克森创造了猛禽小队，一只由神谕和黑金丝雀组成的女性战队，后来加入了女猎手与黑鹰女士，除了这四名核心人物，大芭达、猫女、鹰女、武士刀等女性角色都曾加入过这支队伍。

#### 走出黑暗
阿兰·摩尔最初创作《致命玩笑》时以为这只是个异世界作品，没想到这部短篇会算入主世界并对芭芭拉的命运产生如此之大的影响。在《致命玩笑》之后，DC越发极端的走向黑暗：蝙蝠侠残了、绿灯侠疯了、罗宾、超人、绿箭先后死亡。
资深编剧马克·怀德对这种趋势感到不满，为了找回英雄的初衷，他联手画家阿历克斯·罗斯于1996年推出异界故事《天国降临》。罗斯的画风高度写实宛如油画，超越了传统漫画范畴，怀德则是一名熟读DC全部历史的活百科，在他的精心安排之下，《天国降临》可说是无一人一物无出典。
《天国降临》并非正史，但它的影响力同样深远，红罗宾等设定最终被引入正史，英雄因破掉杀戒成为暴君的剧情也在日后的各类平行世界中反复出现。《天国降临》的成功让那些厌倦了黑暗时代的读者，怀念起白银时代英雄那种英勇无畏的风格。阿历克斯·罗斯多年后又绘制了长篇名作《正义》，并与编剧保罗·蒂尼合作，推出了《蝙蝠侠：罪恶之战》，剧情简洁，其内涵却值得反复回味。
1996年，DC开始连载由杰夫·勒布创作的前传性质的蝙蝠侠故事《漫长的万圣节》，勒布在漫画序言中谈到，DC编辑阿奇古德温邀请他们创作一部具有黑色电影气质的蝙蝠侠漫画，剧情承接自弗兰克米勒《蝙蝠侠：元年》，描述哥谭那些黑帮的后续生活。
故事时间设定在《第一年》之后，超级反派逐一浮上水面，但传统黑帮依旧兴盛的微妙节点。你可以在其中看到黑帮的衰落、超级反派们的崛起、正义一方的堕落以及蝙蝠侠这位义警的迷茫和孤独。
勒布与他的合作者蒂姆·赛尔通过这一部作品声名鹊起。勒布对角色的内心活动的准确把握成就了作品，他喜欢让各类反派如同走马灯一般接连亮相，照顾入门级读者，也保证了销量。蒂姆·赛尔是一名色盲，只能画黑白稿，但线条充满特色，成为名家。
凭借《漫长的万圣节》重塑双面人后，勒布与赛尔推出了续作《黑暗胜利》和《猫女在罗马》，依然是黑帮题材，以家庭为主题，讲述迪克和猫女的过去。

以1998年的联动事件“大灾变”为序章，1999年开始了一個長達一年橫跨所有蝙蝠俠相關漫畫期刊的故事線——《无主之地》，講述受地震襲擊後的高譚市的故事。然而，在DC漫畫能摧毀哥谭市之前，他們首先得有個哥谭市來讓他們摧毀。這時藝術家兼插畫家爱略特·R·布朗出現了，充当了哥谭的地圖製作者。他回憶道：
DC漫畫的編輯明確表示，Gotham市是理想化版本的曼哈頓。和大多漫畫中的構築一樣，它得滿足多種功能。它需要有高端和陰暗的兩面。商業區，高檔住宅區；娛樂區，肉類加工區，時裝區，碼頭和碼頭交易。總之是把曼哈頓和布魯克林好好揉進一份設計里。
这场名为《无主之地》的漫长大事件在诸多蝙蝠系刊物上连载了一年之久。《无主之地》还为蝙蝠家族新增一位黑发女孩卡珊德拉·该隐，她拥有一流的格斗技巧，但不会说话，只能通过肢体和面部动作读取别人的情绪和想法。卡珊德拉成为新一任蝙蝠女孩，并获得个人刊连载。在“无主之地”故事結束後，歐尼爾卸下主編一職由包柏·謝瑞克繼任。
1999年的单期作品《蝙蝠侠：哈莉·奎恩》将哈莉·奎恩引入漫画主世界，DC随即为哈莉开辟了一本走喜剧风格的个人连载。

#### 新世纪
2000年，马克·怀德成为《JLA》的编剧，首部故事为著名的《巴别塔》。蝙蝠侠担心联盟的成员叛变，他仔细分析联盟众人的弱点，为每个人量身定做了一套作战计划，以便不备之需，这些方案却被塔利亚偷走，让拉斯奥古险些全灭了联盟。
巴别塔事件又是一个关于“谁来监视监视者”的故事，联盟成员都拥有莫大的力量，一旦变为反派或遭遇控制，会给世界带来严重威胁。蝙蝠侠的未雨绸缪的确具有一定道理，但从感情上讲，这样的事情却让联盟众人无法接受。在盛怒之下，众人投票将蝙蝠侠开除。后来布鲁斯向联盟公开了身份，才赢回信任，重返联盟。
格雷格·卢卡和艾德·布鲁贝克于1999和2000年先后接手蝙蝠侠与侦探漫画连载。卢卡与布鲁贝克联手推出大事件《布鲁斯·韦恩：逃犯》。
弗兰克·米勒在90年代为跨界漫画《再生侠与蝙蝠侠》担任编剧。进入新世纪，米勒推出了《黑暗骑士归来》的续作《黑暗骑士再临》，又被称为《黑暗骑士II》。米勒的剧情和画面无比混乱，媒体差评如潮，但前作多年积累的名气依然让《黑暗骑士II》登上年度漫画销量榜首。
随着正义联盟动画的热播，部分动画设定也开始逆输出到漫画领域，如神奇女侠和蝙蝠侠的互动。格雷格·卢卡撰写了以“神奇女侠对蝙蝠侠”为卖点的短篇《海克提亚誓约》，获得好评，此后他成为神奇女侠与蝙蝠侠的双料编剧。
2002年末，編劇杰夫·洛布與畫家吉姆·李合作為期12期的“缄默”故事線；此故事成為自蝙蝠俠第500期後首次登上鑽石漫畫發行公司銷售冠軍的蝙蝠俠漫畫。吉姆·李的线条扎实，配合宏大的场景和精美的电脑上色，画面效果极致奢华。杰夫·勒布第一次脱离前传背景，担任蝙蝠侠主线编剧，但剧本留下一堆没有解释的问题，直到2008年保罗·蒂尼编剧的《缄默之心》出版后，才把这些问题解决。
2002年末的另一部瞩目作品是格雷格·卢卡和艾德·布鲁贝克合作的《哥谭重案组》。《哥谭重案组》目光聚焦到哥谭的普通警员身上，罪犯从普通人到超级罪犯都有，案件的真相也并非全部轰轰烈烈，相比于一部超级英雄背景下的故事不如说是在哥谭上演的经典硬汉罪案故事。本作基调写实，但其内容依然是DC宇宙的一部分，时间线与其他蝙蝠系连载基本同步，蝙蝠侠和各类超级反派也在漫画中亮相，并对蝙蝠信号灯这些特色设定给出详细解释，但并没有喧宾夺主，核心还是重案组。这部漫画为卢卡和布鲁贝克赢得了有着“漫画界奥斯卡”之称的埃斯纳奖和哈维奖，销量却不尽人意，连载40期后宣布停刊。
2003年，DC开启了新连载《超人/蝙蝠侠》，因为标题带一个“/”，故被读者称为“斜线漫”。这也是在《世界最佳搭档》自1986年的重启停刊后，DC时隔20年之后再次推出的超蝙合作长期连载。前两个故事的编剧由杰夫·勒布担任，此后的连载编剧由各路名家客串，在时间线上也不再受到主线连载束缚。
2004年，蒂姆·德雷克担任罗宾的事情被父亲杰克发现，杰克担心儿子的安危严禁蒂姆继续进行义警行动，并威胁公布蝙蝠家族的秘密身份，蒂姆只得答应卸任。搅局者史蒂芬妮·布朗自愿成为新的罗宾，但蝙蝠侠觉得她的能力不足又不服从命令，很快开掉了她。为了得到蝙蝠侠的认可，斯蒂芬妮悄悄地偷了蝙蝠侠对付哥谭市黑帮的计划，但是由于处理不当，导致整个哥谭市黑帮火并，引出大事件《战争游戏》。史蒂芬妮被黑面具抓住，残忍虐杀。读者对漫画角色的死亡和复活早已成为习以为常，但作为又一场“罗宾之死”，读者对《战争游戏》的结局并不买账。史蒂芬妮多年来作为《罗宾》和《蝙蝠女孩》的常驻角色，积累了一定的人气。她担任罗宾时，并没有遭到大量读者的反对。就算她的失误让城市陷入战争，也罪不致死，况且布鲁斯草率接受了史蒂芬妮成为罗宾，没有和她分享秘密，又迅速开掉了她，显得极不负责。面对批评，DC后来在漫画中补充说明，称史蒂芬妮只是诈死，并没有去世。
在《警官倒下》故事中戈登遭遇枪击后退休，新的局长下令追捕蝙蝠侠，黑面具趁机上位。早已死去的二代罗宾杰森·托德在《头罩之下》中归来，他无法忍受蝙蝠侠没有为自己报仇的事实，向蝙蝠侠发动攻击。杰森使用哥谭过去的著名帮派首领红头罩作为新的身份，他不再恪守杀戒，拿起了枪械，通过胁迫和控制等手段打击犯罪，对不予服从的黑面具发动猛攻。严格意义上讲，杰森并不算真正的反派，更像是反英雄，但他的作风和手段无法得到蝙蝠侠的认同，二者的关系直到新52时代才有所转变。
吉姆·李與弗兰克·米勒合作推出《全明星蝙蝠俠與羅賓》創刊號,成為2005年的漫畫銷售冠軍，且打破2003年以來漫畫業中的最高銷售量。因连载不断跳票，三年只出了10本，米勒的剧情如同《黑暗骑士II》一般不知所云，好在李的加盟至少保障了画面。媒体对这部作品给予差评，米勒彻底走下神坛，然而两位名人的联手依然让漫画冲到了年度销量榜首位。
蝙蝠俠在DC漫畫2005年的大事件《身份危機》與2006年的《無限危機》中都擔任了舉足輕重的角色。《无限危机》是DC的第三次重启，主要目的在于恢复多元宇宙。重启后算上作为主世界的新地球，一共有52个地球。《无限危机》后主线故事则直接跳跃到一年后，以《面对面》为起点，布鲁斯结束游历回归哥谭，戈登也回到哥谭警局重新担任局长。
《无限危机》事件结束后，DC用连载周刊《52》补充说明《无限危机》后三巨头隐居的一年内发生的故事，这部周刊连载带来了新一任的蝙蝠女侠凯特·凯恩，她是火鸟贝蒂·凯恩的表姐，也是布鲁斯·韦恩的表姐，但她行事独立和蝙蝠家族的连系并不紧密。
编剧布莱恩·阿扎瑞罗和画家李·贝尔梅霍在2005年推出《卢瑟：钢铁之躯》，以全新的视角审视这位超人的宿敌。2008年，二人推出短篇《小丑》，以帮派混混的视角解读这位哥谭最著名的精神病。二人笔下的小丑风格写实，基本褪去了喜剧元素，恐怖感倍增。这部作品中小丑外形与希斯·莱杰版本的极其相似，惹来了不少争议。贝尔梅霍表示，虽然这部短篇于2008年出版，但他和阿扎瑞罗对此已构思多年，其中小丑的造型早在05年的《卢瑟：钢铁之躯》第三册中便以墙上海报的形式出现过，而此时诺兰的《蝙蝠侠：起源》正在上映，片尾也已经暗示了下一部作品中小丑将会出现。于是这两部作品中的小丑形象究竟谁先谁后，恐怕是再也难以说清了。

#### 莫里森蝙蝠侠史诗
从2006年的《蝙蝠侠》第655期开始，格兰特·莫里森接手蝙蝠侠连载，拉开蝙蝠侠史诗的帷幕，保罗·蒂尼作为侦探漫画支线编剧辅助莫里森。之前的异世界作品《恶魔之子》中曾出现蝙蝠侠与塔利亚的儿子，莫里森将他引入正史，创作出达米安·韦恩。在莫里森最初的计划中，达米安只是一位登场后迅速死亡的短命角色，但随着连载不断推进，牵出了更多的剧情，让他逐渐成为常驻角色。
2007年的大事件《拉斯奥古复活》将焦点转回刺客联盟。拉斯奥古的儿子“白幽灵”杜桑试图将其复活，但需要新的身体，带血缘关系的人为最佳。杜桑以达米安为目标，塔利亚表示反对，达米安来到哥谭求助。
《蝙蝠侠安息》是格兰特·莫里森从2006年初接手连载时就开始构思的故事，相关元素的铺垫花了两年时间。首先登场的是2006年的《蝙蝠侠与三个幽灵》，在蝙蝠侠早年的时候，他同意政府对他进行一系列试验好能造出一批替代品，这些替代品最终变成了他的敌人。2007年的《黑手套》讲述约翰·梅修邀请蝙蝠侠与“国际英雄俱乐部”在孤岛聚会，落入神秘组织“黑手套”布置的一个扭曲的正邪游戏。这一切的幕后黑手赫特博士在2008年的《蝙蝠侠安息》中决定对布鲁斯发动总攻。此前他利用蝙蝠侠同意政府对他进行试验时化名成西蒙·赫特博士，为蝙蝠侠做了一系列迷幻药测试，并在他的内心植入了一个催眠触发器。利用这一点打败蝙蝠侠后赫特占领蝙蝠洞，自称托马斯·韦恩，但最终败给了蝙蝠侠。
2008年DC大事件《最终危机》结局布鲁斯带着屠神子弹，破戒举枪射向达克赛德，自己也被达克赛德发射的欧米茄光线击中，待超人赶到现场，只看到了王座上垂死的达克赛德和蝙蝠侠的焦尸。然而，《最终危机》的结局出现了布鲁斯在山洞中绘制蝙蝠壁画的镜头，他并未死去，而是穿越到过去的时空，超人找到的焦尸只是一具克隆而成的躯体。DC在漫画中为他举行了一次虚构的葬礼，这部名为《披风斗士的命运》的短篇由擅长魔幻风格的尼尔·盖曼负责，蝙蝠侠的盟友和敌人尽数出席，各自诉说黑暗骑士的最终结局。短篇的风格多变，同一页漫画浓缩了多个时代的形象，也成为了蝙蝠侠系列的名篇。
《披风争夺战》交代了布鲁斯消失后蝙蝠家族的动向。托尼·丹尼尔作为画家与格兰特·莫里森合作多年，《披风争夺战》的主线故事是丹尼尔第一次担任编剧，他把原本亦正亦邪的反英雄杰森·托德写成了一个真正的反派，引起争议。《披风争夺战》的混乱结束后，迪克·格雷森和达米安·韦恩成为新任蝙蝠侠与罗宾；蒂姆·德雷克变为红罗宾；卡珊德拉·凯恩将蝙蝠女孩一职传给好友史蒂芬妮·布朗；《蝙蝠侠与三个幽灵》中的恶魔蝙蝠迈克尔·莱恩改邪归正，成为新一代死亡天使。
《披风争夺战》结束后，DC打出《蝙蝠侠重生》的旗号，为连载带来新气象。作为蝙蝠系的总舵手，格兰特·莫里森的新刊《蝙蝠侠与罗宾》自然成为焦点。迪克与达米安，一个是开朗的蝙蝠侠，另一个是冷酷的罗宾，颠覆传统的新组合颇为有趣。这本连载虽然信息量大，但风格明快，雅俗共赏，各类读者都表示满意。
莫里森为《蝙蝠侠》主刊700期推出纪念刊《时间与蝙蝠侠》，四个不同时间段的蝙蝠侠在不同时空先后登场共同侦破一个案件，分别为：布鲁斯·韦恩、迪克·格雷森、达米安·韦恩和特瑞·马金尼斯。特瑞源自动画《未来蝙蝠侠》，属于彩蛋性质。
保罗·蒂尼的新刊《哥谭街头》卖点在于“用蝙蝠侠之外的视角观察蝙蝠侠”，这个视角可能是反派，可能是戈登局长，也可能是其它刊中无足轻重的配角，让读者从街头巷尾而非蝙蝠侠的角度，重新审视哥谭，剧情对其他刊物起到补充作用。蒂尼的另一本新刊《哥谭魅影》以哈莉·奎恩、猫女和毒藤为主角。因为三人角色的亦正亦邪，故事也设定的合情合理，连载的成功提升了三人日后的地位。
在格兰特·莫里森的带领下，布鲁斯的失踪非但没有让蝙蝠家族一蹶不振，反而焕发出新的生机与活力。莫里森希望尽量延后布鲁斯归来的时间，让迪克的蝙蝠侠成为常态，这样一来，今后的读者提到迪克，想到的不仅仅是罗宾和夜翼，还有蝙蝠侠这一身份，成为真正的继任者，就像当年《无限地球危机》后接替巴里·艾伦的新一代闪电侠沃利·韦斯特那样。读者很快接受了作为蝙蝠侠的迪克，然而，DC高层丹·迪迪欧却否决了这一计划，他先是修改《最终危机》的结尾，从一开始就向读者表示布鲁斯的结局是穿越而非死亡，又在短短一年后要求莫里森将布鲁斯带回来。穿越时空的经历让布鲁斯意识到未来存在更大的危机，他决定改变过去的孤僻性格，团结更强的力量。《布鲁斯·韦恩归途》交代他暗中考察蝙蝠家族，分析众人在自己缺席的情况下表现如何，对每一位成员给出详细的评价报告，结果令他满意。对哥谭放心的布鲁斯为了对抗跨国恐怖组织“利维坦”，决定在全球扩大蝙蝠侠的队伍。他想出一箭双雕之计，对外宣布自己是蝙蝠侠的资助者，并以韦恩集团的名义建立跨国战队《蝙蝠侠群英会》。格兰特·莫里森对《群英会》的灵感最早源于1955年《侦探漫画》中的“全球蝙蝠侠”，此前在《黑手套》故事中出现的“国际英雄俱乐部”便借鉴了这一概念。《群英会》和“国际英雄俱乐部”的很多角色都源自1955年的“全球蝙蝠侠”。
莫里森不希望布鲁斯的回归影响迪克的故事线，他选择了一条折中路线。《蝙蝠侠》主刊和《侦探漫画》依然是迪克的主场，《群英会》和《暗夜骑士》则以布鲁斯为主角。因为两个蝙蝠侠同时存在，为避免混淆，莫里森找到画师大卫·芬奇，给布鲁斯设计一套带有黄底黑印复古蝙蝠标志的战衣。芬奇还接下了新连载《暗夜骑士》，自编自画的讲述布鲁斯在哥谭的故事，画面收到好评，剧情却反响平平。
斯科特·斯奈德于2011年接手《侦探漫画》。他撰写的《黑镜》成为《侦探漫画》在新52重启前的最后一段故事，分为迪克和戈登局长两条线，每条线都引入了一个供后人继续使用的精彩角色：索尼娅·祖科和小詹姆斯·戈登。斯奈德擅长描写黑历史和惊悚细节，《黑镜子》作为他的第一篇蝙蝠侠故事，已经把这两点充分展现出来。独立短篇《哥谭大门》在19世纪末和21世纪初之间双线叙事，讲述哥谭发展壮大的历史和名门望族的恩怨，斯奈德通过这篇故事，将黑历史描写重心从单一的角色转向哥谭这个舞台本身。

#### 闪点
蝙蝠系连载的人气高涨，DC的整体表现却无法让高层满意，为了刺激全系销量，丹·迪迪欧等高层准备实施又一次重启。迪迪欧对重启的策略完全建立在商业角度之上，销量越高的刊物，受重启的影响越小，蝙蝠系和绿灯系的销量出众，迪迪欧决定在重启初期基本保留这两大系的时间线，其他系连载都经历了较大程度的推倒重来，这种不负责任的思路从一开始就缺乏长远规划，导致诸多时间连续性矛盾。重启也打断了原本的规划，迪克、蒂姆和史蒂芬妮的连载强行告一段落，断送了大好前途，三人沦为重启的受害者，让编剧和读者扼腕叹息。
DC从2011年夏天开始连载大事件《闪点》，闪电侠巴里·艾伦为拯救自己被谋害的母亲穿越时空改变历史，也改变了主世界的时间线。死在犯罪巷的人变为布鲁斯·韦恩，愤怒的父亲托马斯成了蝙蝠侠。托马斯不再担任医生，转而开设赌场和酒店，他没有不杀的戒条，已经干掉了大批罪犯，小丑是是个例外。布鲁斯的母亲玛莎因无法接受儿子的死精神失常成为小丑，这就是托马斯没有干掉小丑，每次只把她扔进阿卡姆疯人院的原因。这次穿越也让DC与眩晕和野风暴这两大子公司的宇宙融合，野风暴世界观中的超级战士骗徒得以和托马斯·韦恩并肩作战，日后读者还将看到午夜战士与迪克·格雷森的频繁会面。

### 闪点重启

#### 新52
2011年9月，大事件闪点之后DC漫画宇宙重启。DC漫畫的《蝙蝠侠》等超級英雄漫画都已被取消，进行重启。重启后蝙蝠侠年龄回到了32岁，蝙蝠侠的历史被精简后压缩所在7年之内。在新52之初，所有漫画期号全部重置，包括《侦探漫画》和《动作漫画》，这两本20世纪30年代创刊的活化石之前历经三次重启，始终没有重置过期号，《侦探漫画》作为连载时间最长的刊物甚至已经累计到883期，新52是第一次期号重置。
重启前蝙蝠侠至少还有十几年的经历重启后被压缩在了七年之内，导致诸多矛盾，读者陷入了如同猜谜的摸黑状态，只能走一步算一步，提及一件过去的事件，就算确认一件历史。新52对蝙蝠系时间线最初变化不大，幅度遂时间逐渐加深，随着连载不断向后推进，虽然大部分事件得到保留，没有彻底推倒重来，但也发生了明显的变化。
布鲁斯的起源故事在新52初期基本没有改动，以蝙蝠侠为主角的刊物有《暗夜骑士》《侦探漫画》和《蝙蝠侠》三本。大卫·芬奇在《暗夜骑士》中全心作画，不再担任编剧，效果依然一般，此后画师和编剧多次更换，最终被叫停。《侦探漫画》的销量和评价中庸，创作班底在几年中也数次更换。蝙蝠系销量和评价的中流砥柱《蝙蝠侠》主刊由之前在《黑镜》中表现突出的斯科特·斯奈德担任编剧，画师则是DC新挖来的格雷格·卡普罗，卡普罗之前在托德·麦克法兰手下绘制《再生侠》，线条独特。
斯奈德和卡普罗合作了共38期，首个故事「猫头鹰法庭」，讲述了蝙蝠侠面对一个控制高譚市数個世纪的秘密结社—猫头鹰法庭的故事。第二个故事线是「灭族之灾」，小丑认为蝙蝠侠因为蝙蝠家族的羁绊变得弱小了，于是回到高谭市同时攻击了蝙蝠家族的每一个成员。之后斯奈德回顾了蝙蝠侠的初始用「零年」重写了蝙蝠侠诞生的故事。之后的「终局」则延续了「灭族之灾」的故事，小丑终于对蝙蝠侠彻底失望，他决意终结两人间失去乐趣的关系，于是小丑历史上最为庞大的计划开始了。在「终局」之后蝙蝠侠与小丑双双重伤陷于地下，回归后的布鲁斯失忆了，但哥谭不能没有蝙蝠侠，于是戈登局长成为了代班蝙蝠侠。在蝙蝠侠连载的最后布鲁斯归来重新成为蝙蝠侠，而整个新52也已经进入尾声。
而迪克·格雷森也返回到了夜翼的身分，出現在他自己的《夜翼》系列。两个蝙蝠侠并存的时代正式结束。罗宾依然是达米安，《蝙蝠侠与罗宾》的编剧从格兰特·莫里森变为彼得·托马斯，他是莫里森撰写《蝙蝠侠与其子》时的编辑。重启前，莫里森为了专注《群英会》，后期将《蝙蝠侠与罗宾》的编剧一职交给了他，重启后的托马斯继续担任这本刊物的编剧。蝙蝠侠与罗宾的组合从兄弟变为父子，托马斯笔下的父子关系展现出真情实感，赢得好评。
DC创意总监杰夫·琼斯重启后执笔《正义联盟》，联合出版人吉姆·李配合作画，二人重新讲述了联盟的起源故事。琼斯以重塑绿灯侠和闪电侠成名，蝙蝠侠这种没有超能力的角色并不是他的最爱，其地位较瞭望塔时代明显下降。
2014年是蝙蝠侠诞生75周年，1939年的《侦探漫画》第27期是蝙蝠侠的初登场，新52刊号重启后，新的27期正好是2014年1月号，这本特刊的厚度达84页，创作团队采用全明星阵容。而真正的75周年纪念作品《蝙蝠侠：不朽传奇》从4月开始连载，由斯科特·斯奈德主笔数位编剧配合共同完成创作，52期的《不朽传奇》以周刊连载横跨一年。《蝙蝠侠：不朽传奇》完结后《蝙蝠侠与罗宾：不朽传奇》作为续作于2015年开始连载，作为罗宾诞生75周年的献礼。这两部刊物分别带回了重启后就不见踪影的施蒂芬尼·布朗和卡珊德拉·该隐。
同在2014年DC大事件《末日未来》将未来蝙蝠侠特瑞·马金尼斯带入了主世界，从此特瑞也在漫画中有了一席之地。
重启后的《群英会》第二部是格兰特·莫里森迄今为止的最后一部蝙蝠系连载，塔利亚决心摧毁哥谭，摧毁蝙蝠侠的一切。七年前，莫里森以《蝙蝠侠与其子》拉开故事的帷幕，七年后，这部史诗以塔利亚和达米安双双身亡为结局，让布鲁斯经历了一场人间悲剧。莫里森此后淡出了DC，然而他为蝙蝠系留下来的格局被其他作者承接，时至今日依然在多部刊物中发挥余热。在达米安死后，《蝙蝠侠与罗宾》并没有停刊，给了编剧彼得·托马斯极大的压力。托马斯让蝙蝠侠与家族成员逐一会面，让他走完否认、愤怒、迷茫、沮丧、接受这悲伤的五个阶段，此后又花半年重新讲述双面人的起源。在《蝙蝠侠与罗宾》的结尾达米安在蝙蝠家族的通力合作下从天启星归来。
2016年，弗兰克·米勒提出《黑暗骑士III》的企划，DC虽然同意了《黑暗骑士III》的企划，但也派编剧布莱恩·阿扎瑞罗、画家安迪·库伯特等人参与合写。《黑暗骑士III》的口碑只能算中上，不过已经比《黑暗骑士II》好了太多，销量也令人满意。米勒把《黑暗骑士III》的功劳归于阿扎瑞罗，他自己则开始构思续作。

#### DC宇宙：重生
2016年5月，随着新52被“DC宇宙：重生”结束DC漫画各部门人员大幅改动，新52时期重启的《蝙蝠侠》再度被取消，并以《DC宇宙重生：蝙蝠侠》重开连载，而《侦探漫画》则继续沿用闪点前的刊号从第934期开始继续。重生后汤姆·金成为了新任《蝙蝠侠》主刊编辑，带来了蝙蝠侠与猫女的新故事。《侦探漫画》则由杰姆斯-蒂尼翁四世负责编剧，故事聚焦于蝙蝠侠与蝙蝠家族在哥谭市的并肩作战。斯科特·斯奈德则开启一个新的短期连载《全明星蝙蝠侠》。

## 中文出版
2012年开始世界图书出版公司在大陆引进了一批美国漫画，其中蝙蝠侠系列成为了其中的主力军。以经典旧作开路后面则是新52系列的生力军。此后各大出版社开始陆续引进各大漫画公司的各系列作品。
| 标题                                   | 原名                                                     | 出版社                 | 译者           | 出版年份   | 装帧 | 国际标准书号  |
| -------------------------------------- | -------------------------------------------------------- | ---------------------- | -------------- | ---------- | ---- | ------------- |
| 蝙蝠侠：第一年                         | Batman：Year One                                         | 世界图书出版公司       | 江业华         | 2012-1     | 平装 | 9787510041266 |
| 超人与蝙蝠侠                           | Superman/Batman: World's Finest                          | 世界图书出版公司       | 滚动人         | 2012-1     | 平装 | 9787510041273 |
| 蝙蝠侠：黑暗骑士归来                   | Batman:The Dark Knight Return                            | 世界图书出版公司       | 江业华         | 2012-7     | 平装 | 9787510045882 |
| 蝙蝠侠：缄默                           | Batman: Hush                                             | 世界图书出版公司       | Roller         | 2012-9     | 平装 | 9787510050398 |
| 蝙蝠侠：一号地球                       | Batman: Earth One                                        | 世界图书出版公司       | PatientPatient | 2013-5-1   | 平装 | 9787510058899 |
| 正义联盟·第一卷:起源                   | Justice League, Vol. 1: Origin                           | 世界图书出版公司       | Roller         | 2013-7     | 平装 | 9787510059964 |
| 蝙蝠侠：致命玩笑                       | Batman: The Killing Joke                                 | 世界图书出版公司       | TABird         | 2014-11-24 | 精装 | 9787510086366 |
| 超人/蝙蝠侠：全民公敌                  | Superman/Batman Vol. 1: Public Enemies                   | 世界图书出版公司       | 雪鹗           | 2015-2     | 平装 | 9787510078903 |
| 蝙蝠侠：猫头鹰法庭                     | Batman Vol. 1: The Court of Owls                         | 世界图书出版公司       | Roller         | 2015-2     | 平装 | 9787510088216 |
| 正义联盟·第二卷:恶棍之旅               | Justice League Vol. 2: The Villain's Journey             | 世界图书出版公司       | 滚动人Roller   | 2015-3     | 平装 | 9787510075827 |
| 超人/蝙蝠侠：女超人                    | Superman/Batman VOL 02: Supergirl                        | 世界图书出版公司       | 雪鹗           | 2015-3     | 平装 | 9787510741272 |
| 天国降临                               | Kingdom Come                                             | 世界图书出版公司       | 江业华         | 2015-7     | 精装 | 9787510088315 |
| 蝙蝠侠：猫头鹰之城                     | Batman Vol. 2： The City of Owls                         | 世界图书出版公司       | 路馨格         | 2015-8     | 平装 | 9787510097751 |
| 蝙蝠侠：灭族之灾                       | Batman Vol. 3: Death of the Family                       | 世界图书出版公司       | 夏智颖         | 2016-3     | 精装 | 9787519203832 |
| 小丑                                   | The Joker                                                | 世界图书出版公司       | 钱思瑶         | 2016-4     | 平装 | 9787519203825 |
| 正义联盟·第三卷:亚特兰蒂斯王座         | Justice League Vol. 3: Throne of Atlantis                | 世界图书出版公司       | 张彰           | 2016-5-1   | 平装 | 9787519204198 |
| 蝙蝠侠：漫长的万圣节                   | Batman：The Long Halloween                               | 世界图书出版公司       | 市长 院长      | 2016-6-1   | 平装 | 9787519203818 |
| 不义联盟：人间之神1                    | Injustice: Gods Among Us Vol. 1                          | 世界图书出版公司       | Aegis          | 2016-6-14  | 平装 | 9787519207977 |
| 超人/蝙蝠侠:绝对权力                   | Superman/Batman Vol. 3: Absolute Power                   | 世界图书出版公司       | 雪鹗           | 2016-6     | 平装 | 9787519207984 |
| 正义联盟·第四卷:天罗地网               | Justice League Vol. 4: The Grid                          | 世界图书出版公司       | 洌月           | 2016-6-15  | 平装 | 9787519208417 |
| 正义                                   | Justice                                                  | 世界图书出版公司       | 于菁炜 / 方堃  | 2016-7-20  | 精装 | 9787519202699 |
| 不义联盟：人间之神2                    | Injustice: Gods Among Us Vol. 2                          | 世界图书出版公司       | Aegis          | 2016-10    | 平装 | 9787519208035 |
| 蝙蝠侠：零年 秘密之城                  | Batman Vol. 4: Zero Year-Secret City                     | 世界图书出版公司       | J.K            | 2016-12    | 平装 | 9787519206956 |
| 哥谭重案组1：分内之事                  | Gotham Central, Book 1: In the Line of Duty              | 后浪丨北京联合出版公司 | 肖恩           | 2017-1     | 平装 | 9787550290532 |
| 蝙蝠侠：黑暗骑士归来（三十周年纪念版） | Batman: The Dark Knight Returns 30th Anniversary Edition | 世界图书出版公司       | 江业华         | 2017-2     | 精装 | 9787510075971 |
| 蝙蝠侠：黑与白1                        | Batman: Black and White, Vol. 1                          | 世界图书出版公司       | Sharon Yu      | 2017-3     | 平装 | 9787519205485 |
| 无限危机                               | Infinite Crisis                                          | 世界图书出版公司       | 路半仙         | 2017-6-15  | 平装 | 9787519220860 |
| 蝙蝠侠：无主之地 1                     | Batman: No Man's Land, Vol. 1                            | 世界图书出版公司       | 雪鹗           | 2017-6     | 平装 | 9787519222765 |
| 神奇女侠：海克提亚誓约                 | Wonder Woman: The Hiketeia                               | 世界图书出版公司       | 柏兀           | 2017-6     | 平装 | 9787519230500 |
| 不义联盟 人间之神 第二年1              | Injustice: Gods Among Us: Year Two Vol. 1                | 世界图书出版公司       | 墨问非名       | 2017-8     | 平装 | 9787519233259 |
| 蝙蝠侠：疯狂的爱                       | Batman Adventures: Mad Love Deluxe Edition               | 世界图书出版公司       | J．K           | 2017-10    | 精装 | 9787519237035 |
| JLA 正义联盟1                          | JLA Vol. 1                                               | 世界图书出版公司       | 黑豆           | 2017-11    | 平装 | 9787519230241 |
| 正义联盟·第五卷:英雄永恒               | Justice League Vol. 5 : Forever Heroes                   | 世界图书出版公司       | 洌月           | 2017-11    | 平装 | 9787519237240 |
| 正义联盟·第六卷:不义联盟               | Justice League Vol. 6 : Injustice League                 | 世界图书出版公司       | 洌月           | 2017-11    | 平装 | 9787519237233 |
| 正义联盟:世界上最伟大英雄的12个故事    | Justice League Anthologie                                | 后浪丨民主与建设出版社 | 孙鹏 / 陈潇    | 2017-11    | 精装 | 9787513917698 |
| 不义联盟 人间之神 第二年2              | Injustice Gods Among Us： Year Two Vol.2                 | 世界图书出版公司       | 墨问非名       | 2017-12    | 平装 | 9787519237257 |
| 超人/蝙蝠侠：复仇                      | Superman/Batman vol.4:Vengeance                          | 世界图书出版公司       | 雪鹗           | 2018-4     | 平装 | 9787519242787 |
| 周三漫画                               | Wednesday Comics                                         | 后浪丨北京联合出版公司 | 孙鹏           | 2018-4     | 精装 | 9787559612601 |
| 蝙蝠侠：零年 黑暗之城                  | Batman Vol. 5: Zero Year - Dark City                     | 世界图书出版公司       | J.K            | 2018-8     | 平装 | 9787519248390 |
| 蝙蝠侠：阿克汉姆疯人院                 | Batman: Arkham Asylum                                    | 世界图书出版公司       | 肖尧           | 2018-10    | 精装 | 9787519251222 |
| 正义联盟4.5（邪恶永恒）                | Forever Evil                                             | 世界图书出版公司       | 三叶           | 2018-12    | 平装 | 9787519251093 |

## 能力
蝙蝠俠是美國漫畫史上第一位天生沒有任何超能力的超級英雄，他的能力主要來自於他後天的嚴格訓練，他依靠自己的科學知識、天才級的智商、偵探的技能和嚴格的體能訓練所造就出的強壯體能和聰明頭腦。蝙蝠俠雄厚的財富讓他獲得了DC宇宙中所有最先進的科技，而作為一名十分老練的科學家和發明家，他亦能夠利用和改善這些科技來製造自己作戰時所使用的裝備。而在故事中，蝙蝠俠被稱為世界上最偉大的偵探之一，被反復地描述為擁有天才級的智商和極強的推理能力，此外，蝙蝠俠亦是DC宇宙中最偉大的武術家之一，具有最強的人類身體的所有條件。蝙蝠俠在各種武術方面都有接受過廣泛的訓練，掌握了很多不同類型的戰鬥技巧，使他成為DC宇宙中最好的徒手格鬥家之一。作為一位學識淵博的人，他的知識和專長比任何其他在DC漫畫中的角色幾乎是無與倫比的。
蝙蝠俠堅強的意志力令其身體在忍受巨大的痛苦下仍能正常地運作並抵制大多數形式的心靈感應和精神控制。蝙蝠俠亦是一位精通於偽裝和各國語言的大師，同時亦是一名十分專業的間諜，經常以一位名叫“火柴馬龍”的臭名昭著的歹徒的身份來收集資訊。蝙蝠俠強大的潛入和逃脫能力讓他可以隨意地出現和消失，總是可以幾乎沒有受到任何傷害地擺脫不可避免的死亡陷阱。
蝙蝠俠亦是一名審訊專家，他的恫嚇威逼和令人恐懼的外觀往往能夠從任何嫌疑犯的口中得到情報。儘管有可能會傷害到他的敵人，蝙蝠俠最明確的特點是他對正義的堅定承諾和不願意取去別人的生命。這種不屈不撓的道德正直也贏得了DC宇宙中的英雄們的尊敬，最顯著的是超人和神力女超人。

### 高科技裝備
蝙蝠俠擅長利用自己的天才級智商、豐富的科學知識和由韋恩企業研發出的先進科技製造和研發大量高科技載具、裝備和武器。

#### 蝙蝠洞
蝙蝠洞是蝙蝠俠的秘密基地，就像一個監視着整個高譚市乃至全球各地的指揮中心。蝙蝠洞位於韋恩莊園下面的一個地底洞穴中。這個洞穴早在南北戰爭時期就已經被布魯斯的祖先發現並用作倉庫和計劃運送逃跑中的奴隸。布魯斯小時候就在他的莊園裡從一個破舊的井裡掉了下來，重新發現了這些洞穴，但直到回到高譚市後成為蝙蝠俠才把這個洞穴當成是一個潛在的行動基地。除了是一個秘密基地外，蝙蝠洞亦是一個十分私隱和寧靜的地方，就像超人的孤獨堡壘一樣。蝙蝠洞中具有多種設施，例如超級電腦、監控設備、發電機、法醫實驗室、醫務室、私人研究室、訓練道場、製造工場、武器庫、飛機庫和車庫等。蝙蝠俠亦在高譚市的其他地方建設了數個蝙蝠洞作後備用途，甚至在月球的背面亦設有一個蝙蝠洞，建造該蝙蝠洞的目的是進行一些十分危險的實驗和研發，月球上的蝙蝠洞有機械蝙蝠作守衛，同時亦是存放著“地獄蝙蝠裝甲”的地方。

#### 蝙蝠車
蝙蝠車是蝙蝠俠的主要交通工具之一，是一輛外表為黑色並裝有蝙蝠翅膀一樣的尾翼的高科技武裝戰車。

#### 蝙蝠翼
蝙蝠翼亦是蝙蝠俠的主要交通工具之一，是一架有着蝙蝠外形的黑色高科技戰機。

#### 蝙蝠戰衣
隨著時代的變化和科技的進展，現在的蝙蝠戰衣以凯夫拉材料和鈦作为原材料制造。蝙蝠戰衣能防弹、防爆炸、防冲击、防割刺、防火和绝缘。手套和靴子也經過强化，有利于保护蝙蝠侠在受到敵人的拳脚攻击时不會受到任何反作用力伤害，手套的边缘带有金属利刃。有動力的外骨骼斗篷材质轻便，因而有利于在空中滑翔，并带有温度调节器，可以保持体温使肌肉在作战时不会冻僵。蝙蝠护臂手套具有极强的吸附力，可以帮助蝙蝠侠更方便地攀爬和移动，护臂上还有一個類似3D電腦一樣的按键和微型電腦，可以召唤他的移动载体和打开头盔上的功能装置，手套亦可以掃描犯罪現場的證據進行分析。头盔內置有熱視覺、夜視偵察、氣體過濾器和扭曲布魯斯的聲音的功能，还有一個能夠计划攻擊、調查和重組犯罪現場和查看反射圖像的VR功能。

#### 多用途腰帶裝備
蝙蝠俠把他的大部分作戰裝備和武器都放在他的多用途腰帶裡，腰帶含有各種打擊犯罪和調查的工具、武器以及技術裝備。

## 相关角色

### 歷代蝙蝠俠

#### 布鲁斯·韋恩（Bruce Wayne）
第一代和最著名的蝙蝠俠，公開身份是高譚市一位富有的企業家、天才、花花公子和慈善家。在他幼年的一個晚上，他和父親湯瑪士·韋恩醫生和母親瑪莎·韋恩一起去电影院看電影《佐羅》。一家人在回家的路上途經一條小巷時遭到匪徒乔·齐尔搶劫，韋恩夫婦在布魯斯的面前被槍殺，造成心中難以抹滅的阴影，但亦使得他立志要鍛鍊自己並為父母報仇。在父母去世十年後，布魯斯開始遊歷世界，先後在歐洲和亞洲接受教育並進行武術、侦探和心靈等各種訓練。因為父母被槍殺而在心理上產生恐懼，因此把恐懼轉換成其打擊犯罪的動力，從而守護著高譚市。

#### 迪克·格雷森（Dick Grayson）
在《最终危机》事件后，布魯斯·韋恩被认为已經死亡，高譚市從此失去秩序。在《披风争夺战》中，初代罗宾，亦即现任夜翼迪克·格雷森继承了蝙蝠俠的衣钵。

#### 泰瑞·麥金尼斯（Terry McKennis）
在平行宇宙中的蝙蝠侠。在未來，年邁的布魯斯·韋恩已經不能再担任蝙蝠俠，一名被黑幫追殺的青年泰瑞·麥金尼斯在無意間發現布魯斯·韋恩就是蝙蝠俠，結果泰瑞被布魯斯選定繼任成新一代蝙蝠俠（后来在2017年版《未来蝙蝠侠》#9中解释到原本接任蝙蝠侠身份的应该是布鲁斯的兒子达米安·韦恩，然而达米安选择了回到刺客聯盟，所以泰瑞才代替达米安成为了下一代蝙蝠侠）。新一代蝙蝠俠穿着高科技戰衣，擁有飛行能力和各種高科技裝備，比原來的蝙蝠俠更像一個有超能力的超級英雄。戰衣為全黑色，無披風，戰衣中間的蝙蝠標誌改為紅色。泰瑞初次登场于动画《未来蝙蝠侠》。在后来的故事中揭露泰瑞是在阿曼達·沃勒偷了蝙蝠侠的基因之后弄出来的具有蝙蝠侠的一半基因的克隆人，换句话说，他也是布鲁斯在生物学意义上的儿子。新52大事件《末日未来》将其引入漫画世界观，成为一个"可能的未来"。

#### 湯瑪士·韋恩（Thomas Wayne）
在DC大事件《閃點》中的蝙蝠俠。因為閃電俠改變了過去而產生蝴蝶效應，在暗巷裡被搶匪殺害的變成了布魯斯，布魯斯的母親瑪莎因此變得瘋狂並成為了小丑，父親湯瑪士則成為了蝙蝠俠。和布魯斯相比，湯瑪士在擔任蝙蝠俠時總是用「意外墜樓」的藉囗讓罪犯身亡，甚至還會使用槍械，因為他不相信阿卡漢精神病院和高譚市的法律能改變這些罪犯。但唯一不會殺的是小丑。湯瑪士是一位公認的謀略大師，並被認為是唯一可以阻止水行俠和神力女超人之間的戰爭的人。

#### 詹姆斯·高登（James Gordon）
在布鲁斯失忆后代替他成为新的蝙蝠侠，主要使用一套由美國政府開發的高科技動力裝甲應敵，為了對應蝙蝠俠不使用槍械的習慣而採用飛鏢，不過是使用一把特製的槍來發射。

#### 盟友
- 阿尔弗雷德·潘尼沃斯

韋恩家的管家，原是英國秘密情報局的一名情报人员，退役后打算从事演艺工作，但遭到父亲的反对，要求他继承潘尼沃斯家族代代相传的管家职务。在韋恩夫妇被杀后独自抚养布鲁斯长大，是布鲁斯最信任的人。善良并有親和力，布魯斯以蝙蝠俠的身份行動時，阿福有時亦會在蝙蝠洞進行支援。對布魯斯來說是不可或缺的重要角色。对于蝙蝠家族的成员来说也是大家长一般的人物。
- 詹姆斯·戈登

高譚市的警察局長，協助蝙蝠俠并支持他的一切行動。在布鲁斯失忆后曾經一度代替他成为新任蝙蝠侠。
- 盧修斯·福克斯

表面上是韋恩企業的最高層董事兼技术总监，亦管理着韦恩基金，但其实是蝙蝠俠的技術顧問。
- 罗宾

蝙蝠侠的搭档及助手，和蝙蝠俠共同對付罪犯，一名血氣方剛的青年，經常和蝙蝠俠一起行動。
- 夜翼

第一代羅賓─迪克·格雷森，首次登场于《侦探漫画》第38期。空中飞人家族——“飞翔的格雷森”家族最小的成员。约翰·格雷森和玛丽·格雷森之子。由于当地黑帮向马戏团团长勒索保护费遭到拒绝，被害身亡。被当时在场的布鲁斯·韦恩，也就是蝙蝠侠收养。训练后成为蝙蝠侠的助手——罗宾。在离开蝙蝠俠後改用夜翼，衣著由原來的紅、黃色改為黑、藍色。新52时期改為紅、黑色。「邪恶永恒」事件后因身分曝光，被蝙蝠侠派去「旋中碟」当特工。在DC宇宙重启中则再次重返夜翼身份，衣着也重新改回黑、蓝色。在《夜翼》#50中因中枪而失去记忆，之后靠着仅存的记忆更名瑞克·格雷森并暂时退出了超级英雄的生活。
- 紅頭罩

第二代羅賓─傑森·托特，首次登场于《蝙蝠侠》第357期。杰森也是杂技表演家族中的成员，由于亲人被罪犯所杀，他辗转被布鲁斯所收养。迪克把自己的罗宾服送给他，他才真正成为第二代罗宾。1985年后漫画历史重启，他被设定成一个黑发的流浪儿，在偷蝙蝠车轮胎时被蝙蝠侠逮住并收留了他。蝙蝠侠认为杰森有成为反犯罪斗士的潜力，如果放任他不管，也容易误入歧途，所以决定把杰森训练成新罗宾。曾经遭到小丑的虐殺。杰森最终复活了，原因有点复杂：平行世界的至尊小超人居住在可以观测一切现实的空间，由于他不满地球上英雄的行动，打碎了“现实之墙”，导致一部分现实被改变，包括杰森。后被拉斯·奧·古發現並回收，在拉斯·奧·古之女塔莉亞的協助下复活，并逐漸恢復記憶回到高譚市并报复蝙蝠侠，以高譚市曾經出現一時的神祕反派─紅頭罩作為祕密活動的身分，以非法手段統领高譚市多數黑幫。重啟後，改為由塔莉亞通過拉薩路池復活傑森，與軍火庫、星火組成法外者，后在重生中与比扎罗和阿尔忒弥斯重组，现已解散。
- 紅羅賓

第三代羅賓─蒂姆·德雷克，在《蝙蝠侠》第436期以回忆的方式出现，他在那时是个年轻有为的青年，曾和蝙蝠侠和罗宾等冒险，而且他也是“飞翔的格雷森家族谋杀案”的目击者。曾因追寻第一代罗宾迪克格雷森的踪迹而发现蝙蝠侠和罗宾的真实身份。在第二代罗宾死后，曾试图说服迪克回归罗宾身份，不果后，自己带上了面具成为了英雄第三代罗宾。在披風之爭結束後，因無法接受蝙蝠俠死去，化身為紅羅賓，到法國巴黎尋找布魯斯的下落。重啟後直接以紅羅賓身份協助蝙蝠俠，組建了少年泰坦。在重生后回归蝙蝠小队，但在“正义无存”大事件后退出。
- 掠奪者

第四代羅賓─史蒂芬妮·布朗，首次登场于《侦探漫画》第647期。新52前正史線中唯一一個女性羅賓，也是蒂姆·德雷克的女友，最初以掠奪者的身份登场。她在提姆離職後自願擔任羅賓的工作。曾经一度在《蝙蝠侠：战争游戏》遭蝙蝠侠的敌人黑面具杀害。但其实是被与蝙蝠侠一家有交情的医生为了保护她而伪造了死亡证明，并且瞒过了所有人，包括蝙蝠侠和罗宾们，後擔任蝙蝠女孩。重啟後只作為掠奪者並未擔任羅賓與蝙蝠女孩。
- 紅鳥

第五代羅賓─達米安·韋恩，蝙蝠俠布魯斯和刺客聯盟首領女兒塔莉亞·奧·古之子，初次登场于《蝙蝠侠：恶魔之子》，初次登场时还是个未被命名的婴儿，正式登场是在《蝙蝠侠》第655期。这孩子从小就被当做超级战士培养，从7岁开始每天早上起来第一件事就是练习打靶，能够徒手拆卸所有常规轻型武器，对重型火炮也颇有心得。而且性格恶劣缺乏管束，布鲁斯活着的时候一度为他的未来很头疼，将他留在自己身边很大一部分的原因是为了防止他走上歪路成为超级恶棍。新52重启前的《披风争夺战》中，在蝙蝠侠被认为已死时开蝙蝠车出去泡妞。重启后性情有所好转，和家人相处模式更加接近“正常”。新52重启后在漫画《蝙蝠侠群英会》中被克隆弟弟所杀。最终在《蝙蝠侠与罗宾》阿尔法特刊中复活。在重生在与闪电小子（沃利·韦斯特三世）、星火、野兽小子、渡鸦和海少侠重组了少年泰坦。
- 罗宾少年团

首次登场于《罗宾少年团》。蝙蝠侠与小丑终局之战过后，哥谭的一群少年通过网络组织起来进行义警活动并自称罗宾，比较出名的角色有杜克·托马斯、达克斯顿·奇尔、理子·谢里登 、伊莎贝拉·奥尔蒂斯、特洛伊·沃克、安德烈·西普里亚尼。
- 蝙蝠女俠

- 初代

本名凯茜·凯恩，全名凯瑟琳·“凯茜”·韦布-凯恩，初登场于《侦探漫画》# 233。是蝙蝠侠布鲁斯·韦恩舅父南森·凯恩(瑪莎的弟弟)的遗孀，因为迷恋蝙蝠侠便以蝙蝠女侠为名成为超级英雄。在《侦探漫画》# 485（1979年9月）中奉旋中谍之命以蝙蝠女侠的身份接近蝙蝠侠获取其秘密，过程中与蝙蝠侠相恋，后被铜虎杀害。新52中在《蝙蝠侠群英会》的终章出现，以夜色学园的女校长的身份。射杀了正与蝙蝠侠对决的塔利亚·艾尔·古尔，救下了蝙蝠侠。
- 二代

本名凱特·凱恩，全名凯瑟琳·丽贝卡·“凯特”·凯恩，蝙蝠侠布鲁斯·韦恩的表妹，父親是Jacob Kane，南森·凯恩、和布魯斯母親瑪莎二人的小弟。初登场于《52》 # 7中。童年时期，她的生母加布里埃尔和双胞胎姐妹贝丝被恐怖分子杀害。成年后考上美国军事学院，然而因她与另一个女学生产生了同性恋爱关系，被学校开除。随后凯特搬到哥谭市，受蝙蝠侠启发，开始使用偷来的军用防弹衣和武器打击犯罪。在父亲的帮助下，开始了两年的全球范围内培训。重新回到哥谭后,凯特遇到了凯茜·凯恩，交谈后接过了她的衣钵成为蝙蝠女俠。女同性恋，情人之一为重案组探员芮妮·蒙托亚。
- 蝙蝠女孩

- 鹰火

第一代蝙蝠女孩─貝蒂·凱恩，蝙蝠女俠(凯茜.凱恩)的外甥女，首次登场于《蝙蝠侠》第139期。无限地球危机重启后无蝙蝠女孩经历，在新的起源中贝蒂是一个网球神童，有一天他在新闻看到了罗宾（迪克·格雷森）。于是她为了和迪克约会也决定成为超级英雄，经过训练后成为超级英雄火鸟，并参与创建西部泰坦。
- 神諭

第二代蝙蝠女孩─芭芭拉·高登，高登局長的女儿，初次登场于《侦探漫画》#359。其父始终不知道这个秘密，是一位武術天才兼高材生。芭芭拉的母亲在她十多岁的时候就离开了这个家庭，几年之后，蝙蝠侠的出现激励年轻的芭芭拉走上了打击犯罪的道路。她很快便开始与蝙蝠侠和罗宾合作，她曾和迪克·格雷森发生过恋爱关系。在1988年《蝙蝠侠：致命玩笑》中，小丑为了逼疯戈登局长而用枪打中了芭芭拉的腰椎，导致她下身瘫痪。瘫痪后的芭芭拉一度陷入了抑郁。然而她很快就意识到，自己在电脑方面的擅长和情报搜集方面的天分可以让她继续与罪恶斗争。此后，她以神谕/先知为代号，为蝙蝠家族、自杀小队及其他超级英雄们提供技术和情报支持。新52重启后双脚恢复并且重新成为現任且是唯一一個擔任過蝙蝠女孩的，而神谕则变为芭芭拉亲自设计的电脑情报系统的代号。
- 獵手

第三代蝙蝠女孩─海伦娜·柏特奈尼，初次登场《女猎手》第1期。出身于哥谭市的一个黑手党老大的家庭，8岁那年一个枪手突然出现在正在用晚餐的海伦娜一家德餐桌上杀死了海伦娜的家人。从此，海伦娜来到了西西里接受了一系列的训练，一直到了15岁了解到黑手党是邪恶的，而自己的家族却是黑手党。16岁那年，她回到了哥谭市，蝙蝠侠的出现，让她发现了这些人害怕的究竟是什么。她潜入到了高谭市，开始了她的复仇大计，她认为自己是个猎人，在追捕着猎物，女猎手诞生。海伦娜曾经化身蝙蝠女。
- 黑蝙蝠

第四代蝙蝠女孩─卡珊德拉·該隱，初次登场在《蝙蝠侠》第567期。她的父亲大卫·该隐和母亲西瓦女士均是杀手，她是个亚洲人。她是第一杀手，被她师父培养，从小到大苦练武术，开始不会说话，因为语言占用了她对敌人动作预判的部分，导致格斗能力下降，后来通过西瓦女士的指导重新掌握了这种技巧，她是普通人中唯一以武術能击败西瓦女士的人（而且是连续两次），在蝙蝠侠失踪后，放弃蝙蝠女的身份，以黑蝙蝠继续惩恶扬善，居住在香港。新52重启后，在《蝙蝠侠与罗宾：不朽传奇》首次出场，代号则是孤儿。
- 掠奪者

第五代蝙蝠女孩─史蒂芬妮·布朗，第四代羅賓，首次登场于《侦探漫画》第647期。《蝙蝠侠：安息》后卡珊德拉觉得没有必要再为蝙蝠侠战斗了，因为蝙蝠侠已经不在了，随后将蝙蝠少女的装束送给斯蒂芬妮。斯蒂芬妮穿着卡珊德拉的服装后行动了几次被芭芭拉发现，芭芭拉将情况汇报给了迪克。芭芭拉找到斯蒂芬妮劝导她不要再做蝙蝠少女了。但是这时候一种由二代黑面具和稻草人开发的新型毒品“Thrill”正在街头流行。于是芭芭拉和斯蒂芬妮互相帮助阻指毒品交易，最终斯蒂芬妮打败了稻草人。由此也向芭芭拉证明了自己可以正面面对自己的失败和恐惧。此后，芭芭拉才正式同意让斯蒂芬妮穿上蝙蝠少女的装束。因为斯蒂芬妮实在不会针线活，芭芭拉又帮斯蒂芬妮做了一套崭新的集中了捣乱者和上代蝙蝠少女服装的特点的服装，第四代蝙蝠少女由此正式诞生。在新52中，斯蒂芬妮以乱局者的身份首次登场于《蝙蝠侠》第2卷第28期，引出蝙蝠家族的大事件——《蝙蝠侠：不朽传奇》。而在新52中，斯蒂芬妮担任过蝙蝠少女的历史被删除。
- 不适者

夏洛蒂·盖奇-拉德克利夫初登场于《猛禽小队》第96期，严格来说夏洛蒂只是自称蝙蝠女孩她从未得到蝙蝠家族中任何人的承认，芭芭拉·戈登（此时已经成为神谕）甚至还制止过她。在之后她使用了新代号“不适者”并加入猛禽小队。
- 女猎手

- 主世界

海伦娜·柏特奈尼，第三代蝙蝠女孩，初次登场于1989年的《女猎手》第1期。海伦娜曾经化身蝙蝠女，但是她的手段令蝙蝠侠看的并不顺眼，最终在蝙蝠侠的命令下，海伦娜再次披上了女猎手的外衣。在新52中，海伦娜·柏特奈尼的形象与重启前大不相同。在正义联盟大事件邪恶永恒之后，海伦娜·柏特奈尼以间谍身份登场，与迪克.格雷森一同为一个叫诛网的国际间谍组织工作。格雷森连载结束后，柏内利离开了旋中谍并接替了女猎手的名号，从DC重生开始她又回到了重启前的状态加入了猛禽小队。
- 地球2

海伦娜·韦恩，首次登场于1977年《DC Super Stars》第17期 ，在登场时设定出生年份为1957年，出生于地球2，是地球2的蝙蝠侠和猫女的女儿。新52重启后海伦娜仍是蝙蝠侠和猫女的女儿，不过现今的地球2并未出现迪克·格雷森，罗宾的头衔由海伦娜拥有。在天启星进攻这个宇宙的地球后，地球2的正义联盟三巨头（超人，蝙蝠侠，神奇女侠）全部阵亡。海伦娜和神力女郎（超女）卡拉在意外中被传送到主世界，海伦娜则盗用了这个世界被认为已死的海伦娜·柏特奈尼的身份。
- 貓女

本名塞琳娜·凯尔，盜賊，初次登场于《蝙蝠侠》第一期。几十年间，漫画书中出现了很多版本的猫女的起源，但是故事安排她的核心身份是一个对抗却吸引蝙蝠侠的蛇蝎美人。“一个友善的敌人，虽然她是罪犯，但是她同时也是一个在蝙蝠侠枯燥的生活中浪漫的角色”。目前已与蝙蝠侠订婚，但在《蝙蝠侠》#50中因身份问题而分手。
- 蝠翼

- 初代

大卫·泽维本初次登场于《蝙蝠侠群英会》，原是一名非洲警官，行侠仗义被蝙蝠侠所闻，赠予他一套高科技盔甲成为蝠翼，是蝙蝠侠群英会以及国际正义联盟成员。在新52《蝠翼》第19期当中大卫·放弃了蝠翼的身份。
- 二代

路克·福克斯，卢修斯·福克斯的兒子，初次登场于新52《蝠翼》第19期。他继承了他父亲的自然智慧和绝顶的聪明，毕业于麻省理工学院，并获得工程和工商管理双学位，为了希望蝙蝠侠会注意到他的技能和智慧，他参加了MMA格斗。在新52《蝠翼》第19期当中卢克的父亲卢修斯·福克斯制作了一个新的蝠翼制服，蝙蝠侠将改制服交给卢克，卢克正式成为了蝠翼。
- 信号

杜克·托马斯初登场于《蝙蝠侠》第2辑第21期，在蝙蝠侠刚回哥谭开始行动的《零年》时他作为一个孩子就帮助过蝙蝠侠。之后在《终局》中他的父母被小丑病毒感染而发疯。在之后他开始加入了罗宾少年团，以自发义警的身份在哥谭活动。在《蝙蝠侠：重生》中他被蝙蝠侠吸纳为新的助手，他选择了自己的代号“信号”。

#### 正義聯盟
- 超人
- 閃電俠
- 神力女超人
- 綠燈俠
- 綠箭俠
- 鋼骨（新52之后取代火星猎人成为七元老）
- 火星獵人（新52之前）

### 反派
- 小丑

真名不詳 ，為蝙蝠侠的宿敵，自称「犯罪王子」。
- 企鵝人

本名奥斯瓦尔德·契斯特菲尔德·科波特，高谭著名家族科波珀特家族的后裔。经营着冰山酒吧以掩盖自己的不法行为。
- 謎語人

真名为爱德华·尼格玛。在犯罪之后总会留下谜语作为线索。
- 雙面人

真名为哈维·丹特，曾是一名有正义感的律师。在被硫酸毁掉了半边脸后，激发了其心中的黑暗一面，靠抛硬币来定夺他人生死。
- 班恩

受革命家父親的連累下，童年及成年早期都在監獄度過，曾經擊敗蝙蝠俠並扳斷他的脊骨。
- 黑面具

本名罗曼·西恩尼斯，黑面具是一個黑幫老大，本是個企業家，因為家族企業被韋恩企業收購，憤怒的他於是破壞了自己父母的墳地，並用父親的棺木打造了一個面具戴在臉上，之後與蝙蝠俠打鬥時因大火而使面具再也無法拿下。
- 稻草人

本名乔纳森·克莱恩，原是心理醫生，著迷於對恐懼的研究。擅長使用毒氣使他人產生恐懼。
- 毒藤女

真名为帕梅拉·莉蓮·愛絲莉博士，在實驗中意外中毒，變身為具有超能力的毒藤女，可以操控植物和毒素。
- 急凍人

本名维克多·弗里斯，為了令重病的妻子復原而發生意外的低溫科學家，為了維持自己的生命與籌措資金繼續研究而開始用自己開發的冷凍裝備搶劫。
- 死亡射手

本名佛洛伊德·勞頓，經常帶著右眼有著狙擊瞄準裝置的面具和穿著紅色服裝的世界第一狙擊手與殺手。
- 喪鐘

本名史莱德·约瑟夫·威尔逊，接受過超級士兵改造計劃的失敗品，後成為雇傭兵。
- 哈莉·奎茵（小丑女）

本名哈琳·奎泽尔，原為阿卡漢精神病院的醫師，在替小丑診察時迷上了小丑，於是將小丑放走，自己也開始跟隨小丑犯案。
- 殺手鱷

本名韦伦·琼斯，身體產生返祖現象，使其化身為一個半鱷半人的怪物，主要居住在高譚市的下水道中。
- 拉斯·奥·古

他的真名早已被遗忘在沙漠之中，化名拉斯·奥·古，就是阿拉伯语“恶魔之首”的意思，刺客聯盟的首領，已活了數百年，經驗、智慧和武技都在蝙蝠俠之上。
- 塔莉亞·奧·古

是刺客聯盟的首領拉斯·奧·古的女兒，過去曾是蝙蝠俠的情人，並為他生了一個兒子達米安·韋恩。認為蝙蝠俠沒有阻止姐姐妮莎虐待自己，而達米安又選擇和父親蝙蝠俠在一起，於是由愛生恨，和蝙蝠俠父子作對。
- 泥面人

初代泥脸巴索·卡罗，本為演員，因為自己的得意角色被他人重新詮釋而發狂開始殺人，後來與一群罪犯合作時得到了化身為泥的能力。
- 瘋帽客

本名杰维斯·泰奇，愛麗絲夢遊仙境的狂熱粉絲，喜歡綁架孩童來飾演其中人物。
- 螢火蟲

本名加菲爾德·林恩，前片場特效技師，后变成縱火犯。使用自行研發的噴射背包、火焰發射器和炸彈到處縱火。
- 殺手蛾

本名德鲁瑞·沃克，專門保護犯罪者的「專家」，和蝙蝠俠一樣有自己的特殊裝備、愛車。
- 緘默

本名托马斯·埃利奥特，布魯斯小時候的好友。相當高明的外科醫生。自幼被父母虐待，因此反而妒忌父母雙亡的布魯斯，以「緘默」的身份和蝙蝠俠多次對決，雖然沒有任何超能力，但心狠手辣，智計百出，被蝙蝠俠認為是極恐怖的敵人。
- 人蝠

本名科特・朗斯通，本來是為了令盲人可以正常行動，而想透過研究蝙蝠發射超音波的定位能力製作特定的藥劑來造福人類的科學家，但實驗失敗把自己變成半人半蝙蝠的怪物。
- 貓頭鷹法庭

盤據高譚市數百年的黑暗秘密結社，有著名為「利爪」的刺客群。
- 腹語師

本名阿諾·韋斯克，本來是一名膽小的老人，在遇見木偶「疤臉」後，分裂出另一個邪惡人格，並且具有十分能說服人的天份。
- 維克多·薩斯

一名連環殺手，擅長使用小刀殺害自己的目標，並在事後用小刀在自己的身上刻下記號。

## 其他媒體

### 電影
- 蝙蝠俠四部曲
  - （1989年）：由麥可·基頓飾演布魯斯·韋恩／蝙蝠俠。
  - 《蝙蝠俠大顯神威》（1992年）：由麥可·基頓飾演布魯斯·韋恩／蝙蝠俠。
  - 《永远的蝙蝠侠》（1995年）：由方·基默飾演布魯斯·韋恩／蝙蝠俠。
  - 《蝙蝠俠與羅賓》（1997年）：由喬治·克隆尼飾演布魯斯·韋恩／蝙蝠俠。
- 黑暗騎士三部曲：由克里斯汀·貝爾飾演布魯斯·韋恩／蝙蝠俠。
  - 《蝙蝠俠：開戰時刻》（2005年）
  - （2008年）
  - （2012年）
- DC擴展宇宙：由班·艾佛列克飾演布魯斯·韋恩／蝙蝠俠。
  - 《蝙蝠俠對超人：正義曙光》（2016年）
  - 《自殺突擊隊》（2016年）：客串
  - 《正義聯盟》（2017年）
  - 《查克·史奈德之正義聯盟》（2021年）
  - 《閃電俠》（2023年）：麥可·基頓和喬治·克隆尼分別回歸飾演不同宇宙的蝙蝠俠。
- 蝙蝠俠傳奇：由羅伯·派汀森飾演布魯斯·韋恩／蝙蝠俠。
  - 《蝙蝠俠》（2022年）
- DC宇宙
  - 《智勇悍將》（2026年）

##### 其他
- 《蝙蝠俠》（1943年）：由路易斯·威爾森（英语：Lewis Wilson）飾演蝙蝠俠。
- 《蝙蝠俠與羅賓》（1949年）：由羅伯特·洛厄里（英语：Robert Lowery (actor)）飾演蝙蝠俠。
- 《蝙蝠俠》（1966年）：由亞當·韋斯特飾演蝙蝠俠。
- 《一級玩家》（2018年）：蝙蝠俠出現在虛擬世界「綠洲」之中。
- 《小丑》（2019年）：由但丁·佩雷拉-奧爾森飾演年幼的布魯斯·韋恩。

#### 动画电影

##### 由蝙蝠俠主演
- 《蝙蝠侠：幽灵的面具》（1993年）
- 《蝙蝠俠與急凍人：冰點危機》（1998年）
- 《未来蝙蝠侠：小丑归来》（2000年）
- 《蝙蝠侠：神秘的蝙蝠女侠》（2003年）
- 《蝙蝠侠大戰德古拉》（2005年）
- 《蝙蝠侠：红头罩之下》（2010年）
- 《蝙蝠侠：元年》（2011年）
- 《蝙蝠俠：黑暗騎士歸來》（2013年）
- 《蝙蝠俠之子》（2014年）
- 《DC漫畫超級英雄：蝙蝠俠 全面圍攻》（2014年）
- （2014年）
- 《蝙蝠俠VS羅賓》（2015年）
- 《蝙蝠俠無限：動物天性（英语：Batman Unlimited: Animal Instincts）》（2015年）
- 《蝙蝠俠無限：萬聖節浩劫（英语：Batman Unlimited: Monster Mayhem）》（2015年）
- 《蝙蝠俠無限:機甲大戰突變體（英语：Batman Unlimited: Mechs vs. Mutants）》（2016年）
- 《蝙蝠俠：勢不兩立》（2016年）
- 《蝙蝠侠：致命玩笑》（2016年）
- 《蝙蝠俠：披風鬥士歸來》（2016年）
- 《蝙蝠俠與哈莉奎茵》（2017年）
- 《蝙蝠俠大戰雙面人》（2017年）
- 《蝙蝠俠：煤氣燈下的高譚市》（2017年）
- 《忍者蝙蝠俠》（2018年）
- 《蝙蝠俠：緘默》（2019年）
- 《蝙蝠俠：龍之魂（英语：Batman: Soul of the Dragon）》（2021年）
- 《蝙蝠俠：漫長的萬聖節（英语：Batman: The Long Halloween (film)）》（2021年）

##### 與其他DC漫畫英雄
- 《正义联盟：新的边际》（2008年）
- 《超人/蝙蝠俠：公眾之敵》（2009年）
- 《正義聯盟：兩面夾擊》（2010年）
- 《DC超级朋友》（2010年）
- 《超人/蝙蝠侠：启示录》（2010年）
- 《正義聯盟：末日審判》（2012年）
- 《乐高蝙蝠侠：DC超级英雄集合》（2013年）
- （2013年）
- 《正義聯盟：時間困境》（2014年）
- （2014年）
- （2015年）[54]
- 《乐高DC漫画超级英雄：正义联盟vs异魔联盟》（2015年）
- 《正義聯盟：神與魔》（2015年）
- 《樂高電影：正義聯盟大戰末日軍團》（2015年）
- 《正義聯盟大戰少年悍將》（2016年）
- 《黑暗正義聯盟》（2017年）
- 《超人之死》（2018年）
- 《超人王朝》（2019年）
- 《黑暗正义联盟：天启星战争》（2020年）

##### 其他
- 《蝙蝠侠：高谭骑士》（2008年）由凯文·康罗伊配音蝙蝠侠的一系列原创短片
- 《乐高大电影》（2014年）：蝙蝠侠以乐高版形象登場，由威爾·阿奈特配音。
- 《樂高蝙蝠俠電影》（2017年）：同由威爾·阿奈特配音。
- 《樂高玩電影2》（2019年）：同由威爾·阿奈特配音。

### 電視
- 《蝙蝠俠》（1966年-68年）：由亞當·韋斯特飾演蝙蝠俠。
- 《萬惡高譚市》（2014年-19年）：由大衛·馬佐茲飾演年輕的布魯斯·韋恩，並於最後一集飾演蝙蝠俠。
- 《泰坦》（2018年）：艾連·穆西（英语：Alain Moussi）以特技演員身份於第一季的結尾出演蝙蝠俠[55]，伊恩·格雷則將於第二季飾演「蝙蝠俠」布魯斯·韋恩[56]。
- 綠箭宇宙
  - 《無限地球危機》：2019年連動集，由凱文·康羅伊飾演来自地球-99的布魯斯·韋恩。
  - 《蝙蝠女俠》：由華倫·克里斯泰飾演。

#### 动画
- DC動畫宇宙：蝙蝠俠由凱文·康羅伊配音。
  - 《蝙蝠俠：動畫系列》（1992年-95年），臺灣的中文版由郭如舜（卡通頻道）、官志宏（靖天卡通台）配音
  - 《超人：動畫系列》（1997年-99年）
  - 《蝙蝠俠新冒险》（1997年-99年）
  - 《未來蝙蝠俠》（1999年-01年）
  - 《正義聯盟》（2001年-04年）
  - 《無限正義聯盟》（2004年-06年）
- 《新蝙蝠俠》（2004年-08年）
- （2010年）
- 《少年悍將 GO！》（2013年）
- 《当心蝙蝠侠》（2013年）
- 《正義聯盟出擊》（2016年）

### 遊戲

#### 以蝙蝠侠为主角的游戏
- 《蝙蝠侠：复仇》（2001年）
- 《蝙蝠侠：侠影之谜》（2005年）
- 《蝙蝠侠：英勇无畏电子游戏（英语：Batman: The Brave and the Bold – The Videogame）》（2010年）
- 《蝙蝠俠：秘密系譜》（2016年）
- 《蝙蝠侠：内敌（英语：Batman: The Enemy Within）》（2017年）

樂高蝙蝠俠系列遊戲
- 《樂高蝙蝠俠：電子遊戲（英语：Lego Batman: The Videogame）》（2008年）
- 《乐高蝙蝠侠2：DC超级英雄》（2012年）
- 《樂高蝙蝠俠3：飛越高譚市》（2014年）

蝙蝠侠：阿卡漢系列游戏
- 《蝙蝠侠：阿卡漢疯人院》（2009年）
- 《蝙蝠俠：阿卡漢之城》（2011年）
- 《蝙蝠侠：阿卡漢之城禁闭（英语：Batman: Arkham City Lockdown）》（2011年）
- 《蝙蝠侠：阿卡漢起源》（2013年）
- 《蝙蝠侠：阿卡漢起源黑门（英语：Batman: Arkham Origins Blackgate）》（2013年）
- 《蝙蝠侠：阿卡漢騎士》（2015年）
- 《蝙蝠侠：阿卡漢虛擬現實（英语：Batman: Arkham VR）》（2016年）

#### 蝙蝠侠作为主角之一的游戏
- 《真人快打對決偵漫宇宙（英语：Mortal Kombat vs. DC Universe）》（2008年）
- 《DC 超級英雄 Online》(2011年)
- 《不义联盟：人间之神》（2013年）
- 《無限危機》（2015年）
- 《不义联盟2》（2017年）

## 外部連結
- Batman Bio at the Unofficial Guide to the DC Universe
- 中的“Batman”